# WWE Hall of Fame
WWE Hall of Fame – galeria sławy dla osobistości związanych z profesjonalnym wrestlingiem prowadzona przez federację WWE. Jej utworzenie zostało ogłoszone 22 marca 1993 roku w programie Monday Night Raw. Tego dnia został wprowadzony do niej pierwszy członek, André the Giant, który zmarł dwa miesiące wcześniej. W 1994 i 1995 roku ceremonie odbywały się kilka godzin przed coroczną galą pay-per-view King of the Ring. W 1996 uroczystość zbiegła się z listopadową galą Survivor Series i po raz pierwszy odbyła się na oczach publiczności oraz personelu federacji. Kolejna ceremonia odbyła się dopiero osiem lat później, przez ten czas nie dołączano do galerii kolejnych osób.
W 2004 roku WWE przywróciło ceremonie Hall of Fame, które od tej pory były organizowane dwa dni przed galami WrestleMania. Pierwsza edycja w XXI wieku odbyła się przed WrestleManią XX. Tak jak poprzednich, także ceremonii z 2004 roku nie wyemitowano w telewizji, ale nagranie z zostało wydane na DVD 1 czerwca 2004. Uroczystość z 2005 roku transmitowano na kanale Spike TV, a od 2006 są one emitowane na USA Network. Od 2005 każde nagranie z ceremonii jest dołączane do DVD z WrestleManią. Od 2014 uroczystości są emitowane na żywo za pośrednictwem serwisu subskrypcyjnego WWE Network, na którym dodatkowo w 2015 roku WWE udostępniło nagrania z wszystkich poprzednich edycji.
Pomimo że nigdy nie powstał budynek odzwierciedlający fizycznie galerię sławy, WWE miało w planach zbudowanie takiego obiektu. W 2008, Shane McMahon, ówczesny wiceprezes wykonawczy od spraw medialnych WWE, oświadczył, że firma od lat gromadzi pamiątki po wrestlerach, które są opisywane i dzielone na kategorie w razie gdyby taki budynek miał powstać.

## Osoby wprowadzone do Hall of Fame

### Osoby wprowadzone indywidualnie
| Rok  | Zdjęcie         | Pseudonim ringowy (Prawdziwe imię)                         | Wprowadzony/a przez                                              | Osiągnięcia uznane przez WWE i dodatkowe uwagi |
| ---- | --------------- | ---------------------------------------------------------- | ---------------------------------------------------------------- | --- |
| 1993 |                 | André the Giant (André Roussimoff)                         | Nikt                                                             | Mistrz WWF World Heavyweight i WWF World Tag Team, niepokonany w walce przez prawie 15 lat. Został wprowadzony pośmiertnie. Z wprowadzeniem nie wiązała się ceremonia. 22 marca 1993 w programie WWF Monday Night RAW został wyemitowany klip promujący dołączenie do galerii sławy. |
| 1994 |                 | „Nature Boy” Buddy Rogers (Herman Rohde Jr.)               | Bret Hart                                                        | Mistrz WWWF World Heavyweight, NWA World Heavyweight i WWWF United States Tag Team. Został wprowadzony pośmiertnie. |
| 1994 |                 | Arnold Skaaland                                            | Bob Backlund                                                     | Mistrz WWWF United States Tag Team, menedżer dwóch najdłużej panujących mistrzów WWE w historii (Bruno Sammartino i Bob Backlund), partner biznesowy w Capitol Wrestling Corporation (dawne WWE). |
| 1994 |                 | Bobo Brazil (Houston Harris)                               | Ernie Ladd                                                       | Mistrz WWWF United States Heavyweight, posiadacz wielu mistrzostw regionalnych NWA i pionier Afroamerykanów w rozrywce sportowej. |
| 1994 |                 | Chief Jay Strongbow (Luke Scarpa)                          | Tatanka                                                          | Czterokrotny mistrz WWWF/WWF World Tag Team. |
| 1994 |                 | „Classy” Freddie Blassie                                   | Shane McMahon                                                    | Posiadacz wielu mistrzów regionalnych, wieloletni manager w WWF. |
| 1994 |                 | Gorilla Monsoon (Robert Marella)                           | Jim Ross                                                         | Dwukrotny mistrz WWWF United States Tag Team, były konferansjer, komentator i prezes WWF w kayfabe. |
| 1994 |                 | James Dudley                                               | Vince McMahon                                                    | Pierwszy Afroamerykanin, który występował na ważnej amerykańskiej arenie. |
| 1995 |                 | Antonino Rocca (Antonino Biasetton)                        | Diesel                                                           | Mistrz WWWF United States Tag Team, WWF International Heavyweight i kilku regionalnych mistrzostw NWA, konferansjer WWWF w latach 70. Został wprowadzony pośmiertnie. |
| 1995 |                 | Pedro Morales                                              | Savio Vega                                                       | Mistrz WWWF World Heavyweight, WWF Intercontinental i WWF World Tag Team, pierwszy mistrz Triple Crown w historii WWE. |
| 1995 |                 | „Big Cat” Ernie Ladd                                       | Bobo Brazil                                                      | Posiadacz wielu mistrzostw regionalnych, a także mistrz w futbolu amerykańskim. |
| 1995 |                 | Ivan Putski (Josef Bednarski)                              | Scott Putski                                                     | Mistrz WWF Tag Team. |
| 1995 |                 | George „The Animal” Steele (William Myers)                 | Doink the Clown                                                  | Uczestnik klasycznych rywalizacji przeciwko Bruno Sammartino, Gorilla Monsoonowi, Pedro Moralesowi, Bobowi Backlundowi i Randy’emu Savage’owi. |
| 1995 |                 | The Fabulous Moolah (Lillian Ellison)                      | Alundra Blayze                                                   | Najdłużej panująca, czterokrotna, najstarsza i pierwsza w historii mistrzyni WWF Women’s. |
| 1995 |                 | The Grand Wizard (Ernie Roth)                              | Sgt. Slaughter                                                   | Wieloletni menedżer heelów. Został wprowadzony pośmiertnie. |
| 1996 |                 | Vincent James McMahon                                      | Shane McMahon                                                    | Założyciel WWWF. Został wprowadzony pośmiertnie. |
| 1996 |                 | Jimmy „Superfly” Snuka (Jimmy Reiher Sr.)                  | Don Muraco                                                       | Mistrz ECW World Heavyweight, ECW World Television i WWF United States. |
| 1996 |                 | Pat Patterson (Pierre Clermont)                            | Bret Hart                                                        | Pierwszy mistrz WWF Intercontinental Heavyweight, mistrz WWF Hardcore, WWF North American Heavyweight i AWA World Tag Team, wielokrotny posiadacz regionalnych mistrzostw drużynowych i pomysłodawca Royal Rumble. |
| 1996 |                 | „Captain” Lou Albano                                       | Joe Franklin                                                     | Mistrz WWWF United States Tag Team i jedna z najbardziej znienawidzonych osób w rozrywce sportowej przez 15 lat. Jako menedżer w ciągu 20 lat doprowadził 15 różnych drużyn do zdobycia mistrzostwa World Tag Team. Wraz z Cyndi Lauper przyczynił się do popularyzacji wrestlingu w mediach związanych z muzyką. |
| 1996 |                 | Killer Kowalski (Edward Walter Spulnik)                    | Triple H                                                         | Mistrz WWWF World Tag Team, WWWF United States Tag Team i różnych mistrzostw regionalnych. |
| 1996 |                 | Johnny Rodz (Johnny Rodriguez)                             | Arnold Skaaland                                                  | Pracował w WWWF przez prawie dwie dekady (od lat 60. do 80.), wytrenował wiele przyszłych gwiazd WWF. |
| 1996 |                 | „Baron” Mikel Scicluna                                     | Gorilla Monsoon                                                  | Mistrz WWWF World Tag Team i WWWF United States Tag Team. |
| 2004 |                 | Harley Race                                                | Ric Flair                                                        | Mistrz NWA World Heavyweight, AWA World Tag Team i NWA United States Heavyweight i zwycięzca turnieju King of the Ring w 1986 roku. |
| 2004 |                 | „Superstar” Billy Graham (Eldridge Wayne Coleman)          | Triple H                                                         | Mistrz WWWF World Heavyweight. |
| 2004 |                 | Sgt. Slaughter (Robert Remus)                              | Pat Patterson                                                    | Mistrz WWF World Heavyweight, NWA United States Heavyweight i NWA World Tag Team. |
| 2004 |                 | Jesse „The Body” Ventura (James Janos)                     | Tyrel Ventura                                                    | Mistrz AWA World Tag Team i były komentator w WWF i WCW. |
| 2004 |                 | Tito Santana (Merced Solis)                                | Shawn Michaels                                                   | Dwukrotny mistrz WWF Intercontinental i dwukrotny mistrz WWF Tag Team i zwycięzca turnieju King of the Ring w 1989 roku. |
| 2004 |                 | Greg „The Hammer” Valentine (Gregory Wisniski)             | Jimmy Hart                                                       | Mistrz NWA United States Heavyweight, NWA World Tag Team, WWF Intercontinental i WWF Tag Team Champion. |
| 2004 |                 | Don Muraco                                                 | Mick Foley                                                       | Dwukrotny mistrz WWF Intercontinental. |
| 2004 |                 | Bobby „The Brain” Heenan (Raymond Heenan)                  | Jack Lanza                                                       | Były komentator w WWF i wieloletni menedżer w AWA, WWF i WCW. |
| 2004 |                 | Big John Studd (John Minton)                               | Big Show                                                         | Mistrz WWWF World Tag Team i NWA Mid-Atlantic Tag Team oraz zwycięzca Royal Rumble w 1989. Został wprowadzony pośmiertnie. |
| 2004 |                 | Junkyard Dog (Sylvester Ritter)                            | Ernie Ladd                                                       | Mistrz WCW Six-Man Tag Team, Mid-South North American i South Tag Team. Został wprowadzony pośmiertnie. |
| 2005 |                 | Hulk Hogan (Terry Bollea)                                  | Sylvester Stallone                                               | Sześciokrotny mistrz WWF/E World Heavyweight, mistrz WCW World Heavyweight i WWF World Tag Team oraz dwukrotny zwycięzca Royal Rumble. |
| 2005 |                 | „Rowdy” Roddy Piper (Roderick Toombs)                      | Ric Flair                                                        | Mistrz WWF Intercontinental, NWA/WCW United States Heavyweight i WWF World Tag Team. |
| 2005 |                 | „Cowboy” Bob Orton                                         | Randy Orton                                                      | Wrestler oraz wieloletni menedżer Roddy Pipera i Paula Orndorffa. |
| 2005 |                 | „Mr. Wonderful” Paul Orndorff                              | Bobby Heenan                                                     | Mistrz WCW Television, WCW World Tag Team i NWA World Tag Team oraz członek galerii sławy futbolu amerykańskiego uniwersytetu University of Tampa. |
| 2005 |                 | The Iron Sheik (Khosrow Vaziri)                            | Sgt. Slaughter                                                   | Mistrz WWF World Heavyweight i WWF Tag Team. |
| 2005 |                 | Nikolai Volkoff (Josip Peruzovic)                          | Jim Ross                                                         | Mistrz WWF Tag Team. |
| 2005 |                 | Jimmy Hart                                                 | Jerry Lawler                                                     | Wieloletni menedżer w WWF i WCW. |
| 2006 |                 | Bret „Hit Man” Hart                                        | Steve Austin                                                     | Mistrz WWF Intercontinental, WWF United States, WWF World Tag Team WWF World Heavyweight, WCW World Heavyweight, WCW World Tag Team i WCW World Heavyweight, zwycięzca King of the Ring w 1993 i dwukrotny zwycięzca Royal Rumble oraz menedżer generalny Raw. |
| 2006 |                 | Eddie Guerrero (Eduardo Guerrero)                          | Chris Benoit                                                     | Mistrz WWE, WWE Tag Team, WWF/WWE Intercontinental, dwukrotny mistrz WCW/WWE United States, WWE European, ECW Television i WCW Cruiserweight. |
| 2006 | Chavo Guerrero  | Eddie Guerrero (Eduardo Guerrero)                          |                                                                  | Mistrz WWE, WWE Tag Team, WWF/WWE Intercontinental, dwukrotny mistrz WCW/WWE United States, WWE European, ECW Television i WCW Cruiserweight. |
| 2006 | Rey Mysterio    | Eddie Guerrero (Eduardo Guerrero)                          |                                                                  | Mistrz WWE, WWE Tag Team, WWF/WWE Intercontinental, dwukrotny mistrz WCW/WWE United States, WWE European, ECW Television i WCW Cruiserweight. |
| 2006 |                 | „Mr. USA” Tony Atlas (Anthony White)                       | S.D. Jones                                                       | Pierwszy afroamerykański posiadacz mistrzostwa WWF Tag Team wraz z Rockym Johnsonem i były mistrz kulturystyki. |
| 2006 |                 | „Mean” Gene Okerlund                                       | Hulk Hogan                                                       | Wieloletni konferansjer i reporter w AWA i WWF/E. |
| 2006 |                 | „Sensational” Sherri (Sherri Russell)                      | Ted DiBiase                                                      | Mistrzyni WWF Women’s i AWA World Women’s oraz wieloletnia managerka. |
| 2006 |                 | Verne Gagne                                                | Greg Gagne                                                       | Założyciel American Wrestling Association, mistrz AWA World Heavyweight i AWA Tag Team. |
| 2007 |                 | „The American Dream” Dusty Rhodes (Virgil Runnels Jr.)     | Cody Rhodes                                                      | Mistrz NWA World Heavyweight, NWA United States Heavyweight, NWA World Tag Team, NWA World Television. |
| 2007 | Dustin Rhodes   | „The American Dream” Dusty Rhodes (Virgil Runnels Jr.)     |                                                                  | Mistrz NWA World Heavyweight, NWA United States Heavyweight, NWA World Tag Team, NWA World Television. |
| 2007 |                 | The Sheik (Edward Farhat)                                  | Sabu                                                             | Pionier hardcore wrestlingu i mistrz WWWF United States Champion. Został wprowadzony pośmiertnie. |
| 2007 | Rob Van Dam     | The Sheik (Edward Farhat)                                  |                                                                  | Pionier hardcore wrestlingu i mistrz WWWF United States Champion. Został wprowadzony pośmiertnie. |
| 2007 |                 | Jim Ross                                                   | Steve Austin                                                     | Wieloletni konferansjer w WWF/E. |
| 2007 |                 | Jerry „The King” Lawler                                    | William Shatner                                                  | Mistrz AWA World Heavyweight, WCWA World Heavyweight oraz wieloletni komentator w WWE. |
| 2007 |                 | „Mr. Perfect” Curt Hennig                                  | Wade Boggs                                                       | Mistrz AWA World Heavyweight, WWF Intercontinental, WCW United States Heavyweight, WCW World Tag Team i AWA World Tag Team Został wprowadzony pośmiertnie. |
| 2007 |                 | Nick Bockwinkel                                            | Bobby Heenan                                                     | Czterokrotny mistrz AWA World Heavyweight, mistrz AWA World Tag Team i komisarz w WCW. |
| 2007 |                 | Mr. Fuji (Harry Fujiwara)                                  | Don Muraco                                                       | Pięciokrotny mistrz WWWF/WWF World Tag Team i wieloletni menedżer. |
| 2008 |                 | „Nature Boy” Ric Flair (Richard Fliehr)                    | Triple H                                                         | Pierwszy aktywny zawodowo wrestler przyłączony do WWE Hall of Fame. Dwukrotny mistrz WWF World Heavyweight, sześciokrotny mistrz WCW World Heavyweight i ośmiokrotny mistrz NWA World Heavyweight – WWE uznaje go w związku z tym za 16-krotnego mistrza świata wagi ciężkiej. Sześciokrotny mistrz NWA United States Heavyweight, jednokrotny mistrz WWE Intercontinental i zwycięzca Royal Rumble w 1992 roku.                                |
| 2008 |                 | „Soulman” Rocky Johnson (Wayde Bowles)                     | The Rock                                                         | Jednokrotny mistrz WWF World Tag Team i wraz z Tonym Atlasem (wprowadzonym do Hall of Fame w 2006 roku) pierwszy afroamerykański posiadacz tego tytułu. |
| 2008 |                 | „High Chief” Peter Maivia (Fanene Maivia)                  | The Rock                                                         | Wprowadzony pośmiertnie, reprezentowany przez swoją córkę, Atę Maivię Johnson. Dwukrotny mistrz WWF World Heavyweight i posiadacz ponad 12 regionalnych tytułów NWA. |
| 2008 |                 | Gordon Solie (Jonard Labiak)                               | Jim Ross                                                         | Wprowadzony pośmiertnie, reprezentowany przez piątkę swoich dzieci. Promotor, konferansjer i komentator w Championship Wrestling from Florida, później pracujący w World Championship Wrestling. |
| 2008 |                 | Mae Young (Johnnie Young)                                  | Pat Patterson                                                    | Jednokrotna i pierwsza mistrzyni NWA United States Women’s oraz jednokrotna mistrzyni NWA Women’s World Tag Team. |
| 2008 |                 | Eddie Graham (Edward Gossett)                              | Dusty Rhodes                                                     | Wprowadzony pośmiertnie, reprezentowany przez swojego syna, Mike’a Grahama. Promotor i organizator w Championship Wrestling from Florida i posiadacz ponad 30 mistrzostw regionalnych NWA, w tym 18 w CWF. |
| 2009 |                 | „Stone Cold” Steve Austin (Steve Williams)                 | Vince McMahon                                                    | Sześciokrotny mistrz WWF (World Heavyweight), zwycięzca turnieju King of the Ring w 1996 roku i trzykrotny zwycięzca Royal Rumble – w 1997, 1998 i 2001. |
| 2009 |                 | Ricky „The Dragon” Steamboat (Richard Blood)               | Ric Flair                                                        | Jednokrotny mistrz NWA World Heavyweight, trzykrotny mistrz NWA United States Heavyweight i jednokrotny mistrz WWF Intercontinental Heavyweight. |
| 2009 |                 | „Cowboy” Bill Watts                                        | Jim Ross                                                         | Były promotor wrestlingu w środkowo-południowym regionie Stanów Zjednoczonych, jednokrotny mistrz WWWF United States Tag Team i posiadacz ponad 20 mistrzostw regionalnych NWA. |
| 2009 |                 | Koko B. Ware (James Ware)                                  | The Honky Tonk Man                                               | Posiadacz wielu mistrzostw regionalnych NWA. |
| 2009 |                 | Howard Finkel                                              | Gene Okerlund                                                    | Konferansjer WWE od 1977 roku i pierwszy pracownik zatrudniony przez WWE (wówczas WWWF) w 1975 roku. |
| 2010 |                 | „The Million Dollar Man” Ted DiBiase                       | Brett DiBiase                                                    | Czterokrotny mistrz Mid-South North American Heavyweight, twórca i dwukrotny posiadacz nieoficjalnego mistrzostwa Million Dollar Championship, trzykrotny mistrz WWF World Tag Team i zwycięzca King of the Ring w 1988 roku. |
| 2010 | Ted DiBiase Jr. | „The Million Dollar Man” Ted DiBiase                       |                                                                  | Czterokrotny mistrz Mid-South North American Heavyweight, twórca i dwukrotny posiadacz nieoficjalnego mistrzostwa Million Dollar Championship, trzykrotny mistrz WWF World Tag Team i zwycięzca King of the Ring w 1988 roku. |
| 2010 |                 | Stu Hart                                                   | Bret Hart                                                        | Wprowadzony pośmiertnie, reprezentowany przez rodzinę Hartów. Założyciel organizacji wrestlingowej Stampede Wrestling w Calgary w 1948 roku i jej posiadacz do 1984 roku, wieloletni właściciel szkoły wrestlingu „The Dungeon”, trener wielu wrestlerów WWE i głowa rodziny Hartów. |
| 2010 |                 | Wendi Richter                                              | Roddy Piper                                                      | Dwukrotna mistrzyni WWF Women’s, jednokrotna mistrzyni AWA Women’s i dwukrotna mistrzyni NWA Women’s World Tag Team. |
| 2010 |                 | Antonio Inoki                                              | Stan Hansen                                                      | Założyciel organizacji wrestlingowej New Japan Pro-Wrestling, dwukrotny mistrz WWWF/WWF World Martial Arts Heavyweight i jednokrotny mistrz IWGP Heavyweight. |
| 2010 |                 | Maurice „Mad Dog” Vachon                                   | Pat Patterson                                                    | Pięciokrotny mistrz AWA World Heavyweight. |
| 2010 |                 | Gorgeous George (George Wagner)                            | Dick Beyer                                                       | Wprowadzony pośmiertnie, reprezentowany przez swoją byłą żonę, Betty Wagner. Jednokrotny mistrz bostońskiej wersji AWA World Heavyweight. Odgrywał postać ekstrawaganckiego, aroganckiego, charyzmatycznego heela. Przypisuje mu się pomoc w przeniesieniu wrestlingu do telewizji w latach 40. i 50. XX wieku. |
| 2011 |                 | „The Heartbreak Kid” Shawn Michaels (Michael Hickenbottom) | Triple H                                                         | Trzykrotny mistrz WWF World Heavyweight, jednokrotny mistrz World Heavyweight, trzykrotny mistrz WWF Intercontinental, dwukrotny zwycięzca Royal Rumble (w 1995 i 1996) i pierwszy wrestler, który osiągnął „Grand Slam”. |
| 2011 |                 | „Hacksaw” Jim Duggan (James Duggan)                        | „The Million Dollar Man” Ted DiBiase                             | Zwycięzca pierwszego Royal Rumble (w 1988 roku), jednokrotny mistrz WCW United States. |
| 2011 |                 | „Bullet” Bob Armstrong (Joseph James)                      | Brian Armstrong                                                  | Posiadacz wielu mistrzostw regionalnych NWA. |
| 2011 | Brad Armstrong  | „Bullet” Bob Armstrong (Joseph James)                      |                                                                  | Posiadacz wielu mistrzostw regionalnych NWA. |
| 2011 | Scott Armstrong | „Bullet” Bob Armstrong (Joseph James)                      |                                                                  | Posiadacz wielu mistrzostw regionalnych NWA. |
| 2011 |                 | Sunny (Tammy Sytch)                                        | Divy (wszystkie zawodniczki WWE)                                 | Uznawana przez WWE za pierwszą divę. |
| 2011 |                 | Abdullah the Butcher (Lawrence Shreve)                     | Terry Funk                                                       | Uznawany przez WWE za legendę hardcore'owego wrestlingu. Posiadacz wielu mistrzostw regionalnych NWA. |
| 2012 |                 | Mil Máscaras (Aaron Arellano)                              | Alberto Del Rio                                                  | Meksykański luchador, pierwszy zamaskowany wrestler, który występował na arenie Madison Square Garden. |
| 2012 |                 | Edge (Adam Copeland)                                       | Christian                                                        | Czterokrotny mistrz WWE, rekordowy siedmiokrotny mistrz World Heavyweight, rekordowy dwunastokrotny mistrz WWF/World Tag Team, dwukrotny mistrz WWE Tag Team, zwycięzca turnieju King of the Ring w 2001 roku, zwycięzca pierwszej walki typu Money in the Bank ladder match w 2005 roku i zwycięzca Royal Rumble w 2010 roku. |
| 2012 |                 | Ron Simmons                                                | John „Bradshaw” Layfield                                         | Uznawany przez WWE za pierwszego Afroamerykanina będącego oficjalnym posiadaczem mistrzostwa świata w rozrywce sportowej. Jednokrotny mistrz WCW World Heavyweight i trzykrotny mistrz WWF Tag Team. |
| 2012 |                 | Yokozuna (Rodney Anoaʻi)                                   | The Usos                                                         | Wprowadzony pośmiertnie, reprezentowany przez swojego kuzyna, Rikishiego i jego rodzinę. Dwukrotny mistrz WWF World Heavyweight, dwukrotny mistrz WWF Tag Team i zwycięzca Royal Rumble w 1993 roku. |
| 2013 |                 | Mick Foley                                                 | Terry Funk                                                       | Znany z odgrywania różnych ról, między innymi Cactusa Jacka, Mankinda i Dude Love. Trzykrotny mistrz WWF, ośmiokrotny mistrz WWF Tag Team, dwukrotny mistrz ECW World Tag Team, jednokrotny mistrz WCW World Tag Team i pierwszy mistrz WWF Hardcore. |
| 2013 |                 | Bob Backlund                                               | Maria Menounos                                                   | Dwukrotny mistrz WWWF/WWF (World) Heavyweight i jednokrotny mistrz WWF Tag Team. |
| 2013 |                 | Trish Stratus (Patricia Stratigias)                        | Stephanie McMahon                                                | Rekordowa siedmiokrotna mistrzyni WWF/E Women’s i trzykrotna zwyciężczyni konkursu WWE Babe of the Year, wybrana na Divę roku w wyniku głosowana w odcinku specjalnym WWE Raw w dziesiątą rocznicę programu. |
| 2013 |                 | Bruno Sammartino                                           | Arnold Schwarzenegger                                            | Dwukrotny mistrz WWWF World Heavyweight, który w sumie posiadał pas 11 lat, co stanowi rekord posiadania. |
| 2013 |                 | Booker T (Robert Huffman)                                  | Stevie Ray                                                       | Pięciokrotny mistrz WCW World Heavyweight, jednokrotny mistrz World Heavyweight, rekordowy sześciokrotny mistrz WCW World Television, rekordowy jedenastokrotny mistrz WCW World Tag Team i zwycięzca King of the Ring w 2006 roku. |
| 2014 |                 | The Ultimate Warrior (James Hellwig)                       | Linda McMahon                                                    | Jednokrotny mistrz WWF World Heavyweight i dwukrotny mistrz WWF Intercontinental Heavyweight. |
| 2014 |                 | Jake „The Snake” Roberts (Aurelian Smith Jr.)              | Diamond Dallas Page                                              | Uznawany przez WWE za twórcę chwytu DDT, posiadacz wielu mistrzostw regionalnych NWA. |
| 2014 |                 | Lita (Amy Christine Dumas)                                 | Trish Stratus                                                    | Czterokrotna mistrzyni WWF/E Women’s. |
| 2014 |                 | Paul Bearer (William Moody)                                | Kane                                                             | Wprowadzony pośmiertnie, reprezentowany przez swoich synów, Daniela i Michaela. Wieloletni manager w WCCW (jako Percy Pringle III) i w WWE (jako Paul Bearer), wyróżniony za bycie managerem The Undertakera, Mankinda i Kane’a. |
| 2014 |                 | Carlos Colón (Carlos Edwin Colón González)                 | Carlito                                                          | Promotor World Wrestling Council w Puerto Rico, jednokrotny mistrz NWA World Heavyweight i 26-krotny mistrz WWC Universal Heavyweight. |
| 2014 | Eddie Colón     | Carlos Colón (Carlos Edwin Colón González)                 |                                                                  | Promotor World Wrestling Council w Puerto Rico, jednokrotny mistrz NWA World Heavyweight i 26-krotny mistrz WWC Universal Heavyweight. |
| 2014 | Orlando Colón   | Carlos Colón (Carlos Edwin Colón González)                 |                                                                  | Promotor World Wrestling Council w Puerto Rico, jednokrotny mistrz NWA World Heavyweight i 26-krotny mistrz WWC Universal Heavyweight. |
| 2014 |                 | Razor Ramon (Scott Hall)                                   | Kevin Nash                                                       | Czterokrotny mistrz WWF Intercontinental, dwukrotny mistrz WCW United States Heavyweight, siedmiokrotny mistrz WCW World Tag Team i zwycięzca Battle Royal na gali WCW World War 3 w 1997 roku. |
| 2015 |                 | „Macho Man” Randy Savage (Randy Poffo)                     | Hulk Hogan                                                       | Wprowadzony pośmiertnie, reprezentowany przez swojego brata, Lanny’ego Poffo. Dwukrotny mistrz WWF World Heavyweight, czterokrotny mistrz WCW World Heavyweight, jednokrotny mistrz WWF Intercontinental Heavyweight, zwycięzca turnieju King of the Ring w 1987 roku i zwycięzca Battle Royal na gali WCW World War 3 w 1995 roku. |
| 2015 |                 | Rikishi (Solofa Fatu Jr.)                                  | The Usos                                                         | Jednokrotny mistrz WWF Intercontinental, dwukrotny mistrz WWF/World Tag Team i jednokrotny mistrz WWE Tag Team. |
| 2015 |                 | Alundra Blayze (Debrah Miceli)                             | Natalya                                                          | Trzykrotna mistrzyni WWF Women’s, a jako Madusa jednokrotna mistrzyni AWA World Women’s i pierwsza mistrzyni WCW Cruiserweight. |
| 2015 |                 | Larry Zbyszko (Lawrence Whistler)                          | Bruno Sammartino                                                 | Dwukrotny mistrz AWA World Heavyweight, jednokrotny mistrz WCW World Television, jednokrotny mistrz WCW World Tag Team i jednokrotny mistrz WWWF Tag Team. |
| 2015 |                 | Tatsumi Fujinami                                           | Ric Flair                                                        | Sześciokrotny mistrz IWGP Heavyweight, jednokrotny mistrz NWA World Heavyweight, jednokrotny mistrz WWF International Tag Team, dwukrotny mistrz WWF International Heavyweight i dwukrotny mistrz WWF Junior Heavyweight. |
| 2015 |                 | Kevin Nash                                                 | Shawn Michaels                                                   | Znany też jako Diesel, jednokrotny mistrz WWF World Heavyweight, pięciokrotny mistrz WCW World Heavyweight, jednokrotny mistrz WWF Intercontinental, dziewięciokrotny mistrz WCW World Tag Team, dwukrotny mistrz WWF Tag Team Champion i zwycięzca Battle Royal na gali WCW World War 3 w 1998 roku. |
| 2016 |                 | Sting (Steve Borden)                                       | Ric Flair                                                        | Drugi aktywny zawodowo wrestler przyłączony do WWE Hall of Fame, choć ogłosił emeryturę w trakcie ceremonii. Sześciokrotny mistrz WCW World Heavyweight, dwukrotny mistrz WCW International World Heavyweight, dwukrotny mistrz NWA World Heavyweight Champion, dwukrotny WCW United States Heavyweight, trzykrotny mistrz WCW World Tag Team i jednokrotny mistrz NWA World Television.                                                        |
| 2016 |                 | The Godfather (Charles Wright)                             | APA                                                              | Jednokrotny mistrz WWF Intercontinental Champion i jednokrotny mistrz WWF Tag Team Champion. |
| 2016 |                 | Big Boss Man (Ray Traylor Jr.)                             | Slick                                                            | Wprowadzony pośmiertnie, reprezentowany przez swoją żonę Angelę i swoje córki Lacy i Megan. Czterokrotny mistrz WWF Hardcore i jednokrotny mistrz WWF Tag Team. |
| 2016 |                 | Jacqueline (Jacqueline Moore)                              | The Dudley Boyz                                                  | Pierwsza Afroamerykanka wprowadzona do WWE Hall of Fame. Dwukrotna mistrzyni WWF Women’s Champion i pierwsza afroamerykańska posiadaczka tego tytułu oraz jednokrotna mistrzyni WWE Cruiserweight i jedyna kobieta, która zdobyła ten tytuł. |
| 2016 |                 | Stan Hansen (John Hansen II)                               | Big Van Vader                                                    | Jednokrotny mistrz AWA World Heavyweight i jednokrotny mistrz NWA United States Heavyweight. |
| 2017 |                 | Kurt Angle                                                 | John Cena                                                        | Trzeci aktywny zawodowo wrestler przyłączony do WWE Hall of Fame. Czterokrotny mistrz WWF/WWE, jednokrotny mistrz World Heavyweight, jednokrotny mistrz WCW, i zwycięzca turnieju King of the Ring w 2000 roku. |
| 2017 |                 | Theodore Long                                              | APA                                                              | Wieloletni sędzia, manager i członek zarządu w WCW i WWE w kayfabe. |
| 2017 |                 | Diamond Dallas Page                                        | Eric Bischoff                                                    | Trzykrotny mistrz WCW World Heavyweight, dwukrotny mistrz WCW United States Heavyweight, jednokrotny mistrz WWF Tag Team i czterokrotny mistrz WCW World Tag Team. |
| 2017 |                 | Beth Phoenix (Elizabeth Kocianski)                         | Natalya                                                          | Jednokrotna mistrzyni WWE Divas, trzykrotna mistrzyni WWE Women’s Champion i zdobywczyni statuetki Slammy Award w kategorii Diva of the Year w 2008 roku. |
| 2017 |                 | Rick Rude (Richard Rood)                                   | Ricky Steamboat                                                  | Wprowadzony pośmiertnie, reprezentowany przez swoją żonę Michelle, swoją córkę Merissę i swojego syna Ricka. Trzykrotny mistrz WCW International World Heavyweight, jednokrotny mistrz WWF Intercontinental, i jednokrotny mistrz WCW United States Heavyweight. |
| 2018 |                 | Goldberg (William Goldberg)                                | Paul Heyman                                                      | Jednokrotny mistrz WCW World Heavyweight, jednokrotny mistrz World Heavyweight, dwukrotny mistrz WWE Universal, uznawany za posiadacza rekordowej passy 173 zwycięstw z rzędu w organizacji WCW. |
| 2018 |                 | Ivory (Lisa Moretti)                                       | Molly Holly                                                      | Trzykrotna mistrzyni WWF Women’s, jednokrotna mistrzyni GLOW. |
| 2018 |                 | Jeff Jarrett                                               | Road Dogg                                                        | Czterokrotny mistrz WCW World Heavyweight, sześciokrotny mistrz WWF Intercontinental i promotor uznawany za tego, który przyczynił się do rozwoju kartiery takich zawodników WWE, jak AJ Styles, Bobby Roode i Eric Young. |
| 2018 |                 | Hillbilly Jim (James Morris)                               | Jimmy Hart                                                       | Związany z WWE przez 30 lat jako wrestler, manager i ambasador. |
| 2018 |                 | Mark Henry                                                 | Big Show                                                         | Jednokrotny mistrz World Heavyweight, jednokrotny mistrz ECW i jednokrotny mistrz WWF European. |
| 2019 |                 | The Honky Tonk Man (Wayne Farris)                          | Jimmy Hart                                                       | Posiadacz mistrzostwa WWF Intercontinental przez rekordową liczbę 454 dni. |
| 2019 |                 | Torrie Wilson                                              | Stacy Keibler                                                    | Jedna z najbardziej wysportowanych zawodniczek w wrestlingu. |
| 2019 |                 | Brutus Beefcake (Edward Leslie)                            | Hulk Hogan                                                       | Mistrz WWF World Tag Team |
| 2020 |                 | John „Bradshaw” Layfield                                   | nikt                                                             | Jednokrotny mistrz WWE, jednokrotny mistrz Intercontinental, jednokrotny mistrz United States, trzykrotny mistrz WWF World Tag Team, jednokrotny mistrz European i osiemnastokrotny mistrz Hardcore. Przez długi czas komentator w WWE. |
| 2020 |                 | The British Bulldog (David Smith)                          | nikt                                                             | Wprowadzony pośmiertnie, reprezentowany przez swoją żonę Dianę, swoją córkę Georgię i swojego syna Harry’ego. Jednokrotny mistrz WWF Intercontinental, inaguracyjny i dwukrotny mistrz European, dwukrotny mistrz Hardcore i dwukrotny mistrz WWF World Tag Team. |
| 2020 |                 | Jushin Thunder Liger (Keiichi Yamada)                      | nikt                                                             | Jedenastokrotny mistrz IWGP Junior Heavyweight i jednokrotny mistrz WCW Light Heavyweight. |
| 2021 |                 | Molly Holly (Nora Benshoof)                                | nikt                                                             | Dwukrotna mistrzyni WWE Women’s i jednokrotna mistrzyni WWF Hardcore. |
| 2021 |                 | Eric Bischoff                                              | nikt                                                             | Były prezes organizacji wrestlingu World Championship Wrestling (WCW). Jednokrotny mistrz WCW Hardcore. Pierwszy manager generalny brandu Raw. |
| 2021 |                 | Kane (Glenn Jacobs)                                        | nikt                                                             | Jednokrotny mistrz WWF, jednokrotny mistrz World Heavyweight, jednokrotny mistrz ECW, dwukrotny mistrz Intercontinental, jednokrotny mistrz WWF Hardcore, jednokrotny mistrz 24/7, dwukrotny mistrz WWE Tag Team, dziewięciokrotny mistrz World Tag Team i jednokrotny mistrz WCW World Tag Team. |
| 2021 |                 | The Great Khali (Dalip Singh Rana)                         | nikt                                                             | Jednokrotny mistrz World Heavyweight. |
| 2021 |                 | Rob Van Dam (Robert Szatkowski)                            | nikt                                                             | Jednokrotny mistrz WWE, jednokrotny mistrz ECW, sześciokrotny mistrz Intercontinental, czterokrotny mistrz WWF/E Hardcore, jednokrotny mistrz WWE Tag Team, dwukrotny mistrz World Tag Team, jednokrotny mistrz ECW World Television i jednokrotny mistrz ECW World Tag Team. |
| 2022 |                 | The Undertaker (Mark Calaway)                              | Vince McMahon                                                    | Czterokrotny mistrz WWE, trzykrotny mistrz World Heavyweight, jednokrotny mistrz Hardcore, sześciokrotny mistrz WWF Tag Team, jednokrotny mistrz WCW Tag Team, zwycięzca Royal Rumble w 2007. Najbardziej znany ze The Streaku, serii 21 zwycięstw na WrestleManiach. |
| 2022 |                 | Vader (Leon White)                                         | Mick Foley                                                       | Wprowadzony pośmiertnie. Trzykrotny mistrz WCW, jednokrotny mistrz WCW United States. |
| 2022 |                 | Queen Sharmell (Sharmell Sullivan)                         | Booker T                                                         | Przez długi czas menadżerka w WCW i WWE, najbardziej znana jako menadżerka jej męża, Bookera T. |
| 2023 |                 | Rey Mysterio (Óscar Gutiérrez)                             | Konnan                                                           | Jednokrotny mistrz WWE, dwukrotny mistrz World Heavyweight, dwukrotny mistrz Intercontinental, dwukrotny mistrz United States, ośmiokrotny mistrz WWF/WWE Cruiserweight, czterokrotny mistrz WWE Tag Team, jednokrotny mistrz WWE SmackDown Tag Team, trzykrotny mistrz WCW Tag Team, jednokrotny mistrz WCW Cruiserweight Tag Team, zwycięzca Royal Rumble w 2006.                                                                             |
| 2023 |                 | The Great Muta (Keiji Muto)                                | Ric Flair                                                        | Czterokrotny mistrz IWGP Heavyweight, trzyokrotny mistrz Triple Crown Heavyweight, jednokrotny mistrz GHC Heavyweight, jednokrotny mistrz NWA Worlds Heavyweight, jednokrotny mistrz NWA Television, jednokrotny mistrz WCW World Tag Team. Spopularyzował ruchy, takie jak Shining Wizard, Moonsault, Muta Lock i Asian Mist. |
| 2023 |                 | Stacy Keibler (Stacy Ann-Marie Keibler)                    | Mick Foley i Torrie Wilson                                       | Zwyciężczyni Nitro Girl Search (1999), WWE Babe of the Year (2004), menedżerka wielu wrestlerów w WCW i WWE. |
| 2024 |                 | Paul Heyman                                                | Roman Reigns                                                     | Właściciel i operator dawnej promocji Extreme Championship Wrestling, która powstała w Filadelfii, były ekranowy Generalny Menadżer brandu SmackDown należącego do WWE, były komentator Monday Night Raw, menedżer między innymi Brocka Lesnara, Big Showa, CM Punka, Roba Van Dama, Kurta Angle’a, Steve’a Austina, Ricka Rude'a, Arna Andersona, a ostatnio Romana Reignsa i stajni The Bloodline.                                            |
| 2024 |                 | Bull Nakano (Keiko Aoki)                                   | Alundra Blayze                                                   | Jednokrotna mistrzyni WWF Women’s, zdobywca Slammy Award w 1994 roku, uznawana za zwyciężczynię wielu mistrzostw kobiet w Japonii, Meksyku i Stanach Zjednoczonych. |
| 2024 |                 | Thunderbolt Patterson (Claude Patterson)                   | The New Day (Big E, Kofi Kingston i Xavier Woods) i Scott Spears | Stały element na różnych terytoriach NWA od lat 60. do 80. XX wieku, uznany za zwycięzcę wielu mistrzostw w Ameryce Północnej. |
| 2024 |                 | Lia Maivia                                                 | The Rock                                                         | Wprowadzona pośmiertnie. Jedna z pierwszych promotorek wrestlingu. W połowie lat 80. prowadziła Polynesian Pro Wrestling (PPW), terytorium National Wrestling Alliance na Hawajach. Jej promocja prowadziła program o nazwie Polynesian Pacific Pro Wrestling na Financial News Network. |
| 2025 |                 | Triple H (Paul Levesque)                                   | Shawn Michaels                                                   | Dwukrotnie wprowadzony: poprzednio wprowadzony w 2019 roku jako członek D-Generation X. Dziewięciokrotny mistrz WWF/WWE (World Heavyweight), pięciokrotny i inauguracyjny mistrz World Heavyweight, pięciokrotny mistrz Intercontinental, dwukrotny mistrz European, jednokrotny mistrz WWE Tag Team, dwukrotny mistrz World Tag Team, zwycięzca King of the Ring 1997, zwycięzca Royal Rumble w 2002 i 2016, trzykrotny zdobywca Slammy Award. |
| 2025 |                 | Michelle McCool (Michelle Calaway)                         | The Undertaker                                                   | Dwukrotna mistrzyni WWE Women’s, dwukrotna i inauguracyjna mistrzyni WWE Divas, dwukrotna zdobywczyni Slammy Award. |
| 2025 |                 | Lex Luger (Lawrence Pfohl)                                 | Diamond Dallas Page                                              | Dwukrotny mistrz WCW World Heavyweight, dwukrotny mistrz WCW World Television, pięciokrotny mistrz WCW United States Heavyweight, trzykrotny mistrz WCW World Tag Team, współzwycięzca Royal Rumble w 1994 (z Bretem Hartem), jednokrotny zdobywca Slammy Award. |

### Drużyny
| Rok  | Drużyna                   | Wprowadzeni przez                 | Członkowie                                    | Członkowie                              | Osiągnięcia uznane przez WWE i uwagi |
| Rok  | Drużyna                   | Wprowadzeni przez                 | Zdjęcie                                       | Imię                                    | Drużynowe |
| ---- | ------------------------- | --------------------------------- | --------------------------------------------- | --------------------------------------- | --- |
| 1996 | The Valiant Brother       | Owen Hart and the British Bulldog |                                               | Jimmy Valiant (James Fanning)           | Jednokrotni mistrzowie WWWF World Tag Team. |
| 1996 | The Valiant Brother       | Owen Hart and the British Bulldog | Johnny Valiant (John Sullivan)                |                                         | Jednokrotni mistrzowie WWWF World Tag Team. |
| 2006 | The Blackjacks            | Bobby Heenan                      |                                               | Blackjack Mulligan (Robert Windham)     | Jednokrotni mistrzowie WWWF World Tag Team. |
| 2006 | The Blackjacks            | Bobby Heenan                      | Blackjack Lanza (Jack Lanza)                  |                                         | Jednokrotni mistrzowie WWWF World Tag Team. |
| 2007 | The Wild Samoans          | The Samoan Gangster Party         |                                               | Afa (Arthur Anoaʻi Sr.)                 | Trzykrotni mistrzowie WWF Tag Team. |
| 2007 | The Wild Samoans          | The Samoan Gangster Party         | Sika (Leati Anoaʻi)                           |                                         | Trzykrotni mistrzowie WWF Tag Team. |
| 2008 | The Brisco Brothers       | John „Bradshaw” Layfield          |                                               | Jack Brisco (Freddie Brisco)            | Trzykrotni mistrzowie NWA World Tag Team, posiadacze ponad dwunastu mistrzostw regionalnych NWA. |
| 2008 | The Brisco Brothers       | John „Bradshaw” Layfield          | Gerald Brisco (Floyd Brisco)                  |                                         | Trzykrotni mistrzowie NWA World Tag Team, posiadacze ponad dwunastu mistrzostw regionalnych NWA. |
| 2009 | The Funk Brothers         | Dusty Rhodes                      |                                               | Terry Funk                              | Posiadacze wielu mistrzostw drużynowych, trzykrotni mistrzowie NWA International Tag Team. |
| 2009 | The Funk Brothers         | Dusty Rhodes                      | Dory Funk Jr.                                 |                                         | Posiadacze wielu mistrzostw drużynowych, trzykrotni mistrzowie NWA International Tag Team. |
| 2009 | The Von Erichs            | Michael Hayes                     |                                               | Fritz Von Erich (Jack Adkisson)         | Rodzina wrestlerska, która przez wiele lat występowała w World Class Championship Wrestling (WCCW). W różnym składzie posiadali wiele różnych tytułów regionalnych NWA i mistrzostw drużynowych WCCW, w tym WCCW World Tag Team i World Six-Man Tag Team Championship.                                                      |
| 2009 | The Von Erichs            | Michael Hayes                     | Kevin Von Erich (Kevin Adkisson)              |                                         | Rodzina wrestlerska, która przez wiele lat występowała w World Class Championship Wrestling (WCCW). W różnym składzie posiadali wiele różnych tytułów regionalnych NWA i mistrzostw drużynowych WCCW, w tym WCCW World Tag Team i World Six-Man Tag Team Championship.                                                      |
| 2009 | The Von Erichs            | Michael Hayes                     | David Von Erich (Kevin Adkisson)              |                                         | Rodzina wrestlerska, która przez wiele lat występowała w World Class Championship Wrestling (WCCW). W różnym składzie posiadali wiele różnych tytułów regionalnych NWA i mistrzostw drużynowych WCCW, w tym WCCW World Tag Team i World Six-Man Tag Team Championship.                                                      |
| 2009 | The Von Erichs            | Michael Hayes                     | Kerry Von Erich (Kerry Adkisson)              |                                         | Rodzina wrestlerska, która przez wiele lat występowała w World Class Championship Wrestling (WCCW). W różnym składzie posiadali wiele różnych tytułów regionalnych NWA i mistrzostw drużynowych WCCW, w tym WCCW World Tag Team i World Six-Man Tag Team Championship.                                                      |
| 2009 | The Von Erichs            | Michael Hayes                     | Mike Von Erich (Michael Adkisson)             |                                         | Rodzina wrestlerska, która przez wiele lat występowała w World Class Championship Wrestling (WCCW). W różnym składzie posiadali wiele różnych tytułów regionalnych NWA i mistrzostw drużynowych WCCW, w tym WCCW World Tag Team i World Six-Man Tag Team Championship.                                                      |
| 2009 | The Von Erichs            | Michael Hayes                     | Chris Von Erich (Chris Adkisson)              |                                         | Rodzina wrestlerska, która przez wiele lat występowała w World Class Championship Wrestling (WCCW). W różnym składzie posiadali wiele różnych tytułów regionalnych NWA i mistrzostw drużynowych WCCW, w tym WCCW World Tag Team i World Six-Man Tag Team Championship.                                                      |
| 2011 | The Road Warriors         | Dusty Rhodes                      |                                               | Road Warrior Hawk (Michael Hegstrand)   | Dwukrotni mistrzowie WWF Tag Team, jednokrotni mistrzowie AWA World Tag Team, czterokrotni mistrzowie NWA National Tag Team, jednokrotni mistrzowie NWA International Tag Team, trzykrotni mistrzowie NWA World Six-Man Tag team i jednokrotni mistrzowie WCW World Tag Team.                                               |
| 2011 | The Road Warriors         | Dusty Rhodes                      | Road Warrior Animal (Joseph Laurinaitis)      |                                         | Dwukrotni mistrzowie WWF Tag Team, jednokrotni mistrzowie AWA World Tag Team, czterokrotni mistrzowie NWA National Tag Team, jednokrotni mistrzowie NWA International Tag Team, trzykrotni mistrzowie NWA World Six-Man Tag team i jednokrotni mistrzowie WCW World Tag Team.                                               |
| 2011 | The Road Warriors         | Dusty Rhodes                      | „Precious” Paul Ellering (Joseph Laurinaitis) |                                         | Dwukrotni mistrzowie WWF Tag Team, jednokrotni mistrzowie AWA World Tag Team, czterokrotni mistrzowie NWA National Tag Team, jednokrotni mistrzowie NWA International Tag Team, trzykrotni mistrzowie NWA World Six-Man Tag team i jednokrotni mistrzowie WCW World Tag Team.                                               |
| 2012 | The Four Horsemen         | Dusty Rhodes                      |                                               | „Nature Boy” Ric Flair (Richard Fliehr) | Stajnia aktywna w latach 80. XX wieku, w 1988 czterej członkowie posiadali w tym samym czasie trzy najważniejsze tytuły NWA (World, United States i Tag Team). |
| 2012 | The Four Horsemen         | Dusty Rhodes                      | Barry Windham                                 |                                         | Stajnia aktywna w latach 80. XX wieku, w 1988 czterej członkowie posiadali w tym samym czasie trzy najważniejsze tytuły NWA (World, United States i Tag Team). |
| 2012 | The Four Horsemen         | Dusty Rhodes                      | Arn Anderson (Martin Lunde)                   |                                         | Stajnia aktywna w latach 80. XX wieku, w 1988 czterej członkowie posiadali w tym samym czasie trzy najważniejsze tytuły NWA (World, United States i Tag Team). |
| 2012 | The Four Horsemen         | Dusty Rhodes                      | Tully Blanchard (Joseph Laurinaitis)          |                                         | Stajnia aktywna w latach 80. XX wieku, w 1988 czterej członkowie posiadali w tym samym czasie trzy najważniejsze tytuły NWA (World, United States i Tag Team). |
| 2012 | The Four Horsemen         | Dusty Rhodes                      | James J. Dillon (James Morrison)              |                                         | Stajnia aktywna w latach 80. XX wieku, w 1988 czterej członkowie posiadali w tym samym czasie trzy najważniejsze tytuły NWA (World, United States i Tag Team). |
| 2015 | The Bushwhackers          | John Laurinaitis                  |                                               | Luke Williams (Brian Wickens)           | Przed dołączeniem do WWF znani jako Sheepherders, posiadacze ponad dwunastu mistrzostw regionalnych w AWA, NWA, UWF i Stampede Wrestling, byli aktywni zawodowo przez ponad 40 lat. |
| 2015 | The Bushwhackers          | John Laurinaitis                  | Butch Miller (Robert Miller)                  |                                         | Przed dołączeniem do WWF znani jako Sheepherders, posiadacze ponad dwunastu mistrzostw regionalnych w AWA, NWA, UWF i Stampede Wrestling, byli aktywni zawodowo przez ponad 40 lat. |
| 2016 | The Fabulous Freebirds    | The New Day                       |                                               | Michael Hayes (Michael Seitz)           | Sześciokrotni mistrzowie WCCW World Six-Man Tag Team, dwukrotni mistrzowie WCW World Tag Team, dwukrotni mistrzowie WCW United States Tag Team i jednokrotni mistrzowie WCW World Six-Man Tag Team, uznawani za twórców reguły Freebird Rule.                                                                               |
| 2016 | The Fabulous Freebirds    | The New Day                       | Terry Gordy                                   |                                         | Sześciokrotni mistrzowie WCCW World Six-Man Tag Team, dwukrotni mistrzowie WCW World Tag Team, dwukrotni mistrzowie WCW United States Tag Team i jednokrotni mistrzowie WCW World Six-Man Tag Team, uznawani za twórców reguły Freebird Rule.                                                                               |
| 2016 | The Fabulous Freebirds    | The New Day                       | Buddy Roberts (Dale Hey)                      |                                         | Sześciokrotni mistrzowie WCCW World Six-Man Tag Team, dwukrotni mistrzowie WCW World Tag Team, dwukrotni mistrzowie WCW United States Tag Team i jednokrotni mistrzowie WCW World Six-Man Tag Team, uznawani za twórców reguły Freebird Rule.                                                                               |
| 2016 | The Fabulous Freebirds    | The New Day                       | Jimmy Garvin (James Williams)                 |                                         | Sześciokrotni mistrzowie WCCW World Six-Man Tag Team, dwukrotni mistrzowie WCW World Tag Team, dwukrotni mistrzowie WCW United States Tag Team i jednokrotni mistrzowie WCW World Six-Man Tag Team, uznawani za twórców reguły Freebird Rule.                                                                               |
| 2017 | The Rock ’n’ Roll Express | Jim Cornette                      |                                               | Ricky Morton (Richard Williams)         | Czterokrotni mistrzowie NWA World Tag Team (wersja środkowoatlantycka), czterokrotni mistrzowie NWA World Tag Team i 10-krotni mistrzowie SMW Tag Team Champions. |
| 2017 | The Rock ’n’ Roll Express | Jim Cornette                      | Robert Gibson (Ruben Gibson)                  |                                         | Czterokrotni mistrzowie NWA World Tag Team (wersja środkowoatlantycka), czterokrotni mistrzowie NWA World Tag Team i 10-krotni mistrzowie SMW Tag Team Champions. |
| 2018 | The Dudley Boyz           | Edge i Christian                  |                                               | Bubba Ray Dudley (Mark LoMonaco)        | Ośmiokrotni mistrzowie WWF/World Tag Team, jednokrotni mistrzowie WWE Tag Team, ośmiokrotni mistrzowie ECW Tag Team i jednokrotni mistrzowie WCW Tag Team. |
| 2018 | The Dudley Boyz           | Edge i Christian                  | D-Von Dudley (Devon Hughes)                   |                                         | Ośmiokrotni mistrzowie WWF/World Tag Team, jednokrotni mistrzowie WWE Tag Team, ośmiokrotni mistrzowie ECW Tag Team i jednokrotni mistrzowie WCW Tag Team. |
| 2019 | D-Generation X            | nikt                              |                                               | Shawn Michaels (Michael Hickenbottom)   | Grupa, która miała znaczący wpływ na wydarzenia w WWF/WWE, mistrzowie Unified WWE Tag Team. |
| 2019 | D-Generation X            | nikt                              | Triple H (Paul Levesque)                      |                                         | Grupa, która miała znaczący wpływ na wydarzenia w WWF/WWE, mistrzowie Unified WWE Tag Team. |
| 2019 | D-Generation X            | nikt                              | Chyna (Joan Laurer)                           |                                         | Grupa, która miała znaczący wpływ na wydarzenia w WWF/WWE, mistrzowie Unified WWE Tag Team. |
| 2019 | D-Generation X            | nikt                              | Billy Gunn (Monty Sopp)                       |                                         | Grupa, która miała znaczący wpływ na wydarzenia w WWF/WWE, mistrzowie Unified WWE Tag Team. |
| 2019 | D-Generation X            | nikt                              | Road Dogg (Brian James)                       |                                         | Grupa, która miała znaczący wpływ na wydarzenia w WWF/WWE, mistrzowie Unified WWE Tag Team. |
| 2019 | D-Generation X            | nikt                              | X-Pac (Sean Waltman)                          |                                         | Grupa, która miała znaczący wpływ na wydarzenia w WWF/WWE, mistrzowie Unified WWE Tag Team. |
| 2019 | Harlem Heat               | nikt                              |                                               | Stevie Ray (Lash Huffman)               | Dziesięciokrotni mistrzowie WCW World Tag Team. |
| 2019 | Harlem Heat               | nikt                              | Booker T (Robert Huffman)                     |                                         | Dziesięciokrotni mistrzowie WCW World Tag Team. |
| 2019 | The Hart Foundation       | Natalya Neidhart                  |                                               | Bret „Hit Man” Hart                     | Mistrzowie WWF World Tag Team. |
| 2019 | The Hart Foundation       | Natalya Neidhart                  | Jim „The Anvil” Neidhart                      |                                         | Mistrzowie WWF World Tag Team. |
| 2020 | New World Order           | nikt                              |                                               | "Hollywood" Hulk Hogan (Terry Bollea)   | Grupa, która była najbardziej znana w WCW. "Hollywood" Hulk Hogan i Kevin Nash byli mistrzami WCW World Heavyweight, a Scott Hall był dwukrotnym mistrzem WCW United States Heavyweight Scott Hall i Kevin Nash byli sześciokrotnymi mistrzami WCW World Tag Team Sean Waltman był jednokrotnym mistrzem WCW Cruiserweight. |
| 2020 | New World Order           | nikt                              | Kevin Nash                                    |                                         | Grupa, która była najbardziej znana w WCW. "Hollywood" Hulk Hogan i Kevin Nash byli mistrzami WCW World Heavyweight, a Scott Hall był dwukrotnym mistrzem WCW United States Heavyweight Scott Hall i Kevin Nash byli sześciokrotnymi mistrzami WCW World Tag Team Sean Waltman był jednokrotnym mistrzem WCW Cruiserweight. |
| 2020 | New World Order           | nikt                              | Scott Hall                                    |                                         | Grupa, która była najbardziej znana w WCW. "Hollywood" Hulk Hogan i Kevin Nash byli mistrzami WCW World Heavyweight, a Scott Hall był dwukrotnym mistrzem WCW United States Heavyweight Scott Hall i Kevin Nash byli sześciokrotnymi mistrzami WCW World Tag Team Sean Waltman był jednokrotnym mistrzem WCW Cruiserweight. |
| 2020 | New World Order           | nikt                              | Sean Waltman                                  |                                         | Grupa, która była najbardziej znana w WCW. "Hollywood" Hulk Hogan i Kevin Nash byli mistrzami WCW World Heavyweight, a Scott Hall był dwukrotnym mistrzem WCW United States Heavyweight Scott Hall i Kevin Nash byli sześciokrotnymi mistrzami WCW World Tag Team Sean Waltman był jednokrotnym mistrzem WCW Cruiserweight. |
| 2020 | The Bella Twins           | nikt                              |                                               | Nikki Bella (Stephanie Garcia-Colace)   | Nikki Bella była dwukrotną mistrzynią WWE Divas (z najdłuższym posiadaniem które trwało 301 dni). Brie Bella była jednokrotną mistrzynią WWE Divas. |
| 2020 | The Bella Twins           | nikt                              | Brie Bella (Brianna Danielson)                |                                         | Nikki Bella była dwukrotną mistrzynią WWE Divas (z najdłuższym posiadaniem które trwało 301 dni). Brie Bella była jednokrotną mistrzynią WWE Divas. |
| 2022 | The Steiner Brothers      | Bron Breakker                     |                                               | Scott Steiner (Scott Rechsteiner)       | Dwukrotni mistrzowie WWF Tag Team. |
| 2022 | The Steiner Brothers      | Bron Breakker                     | Rick Steiner (Robert Rechsteiner)             |                                         | Dwukrotni mistrzowie WWF Tag Team. |
| 2024 | The U.S. Express          | Bo Dallas i Mika Rotunda          |                                               | Mike Rotunda (Lawrence Rotunda)         | Dwukrotni mistrzowie WWF Tag Team. |
| 2024 | The U.S. Express          | Bo Dallas i Mika Rotunda          | Barry Windham                                 |                                         | Dwukrotni mistrzowie WWF Tag Team. |
| 2025 | The Natural Disasters     | nikt                              |                                               | Earthquake (John Tenta)                 | Earthquake wprowadzony pośmiertnie. Jednokrotni mistrzowie WWF Tag Team. |
| 2025 | The Natural Disasters     | nikt                              | Typhoon (Fred Ottman)                         |                                         | Earthquake wprowadzony pośmiertnie. Jednokrotni mistrzowie WWF Tag Team. |

### Celebryci
Sekcja celebrytów WWE Hall of Fame jest poświęcona znanym osobistościom, których występy w WWE były szczególnie pamiętne lub którzy mieli wieloletnie powiązania z federacją.
| Rok  | Zdjęcie  | Wprowadzony                            | Zawód (gdy występował w WWE)                      | Wprowadzony przez         | Występy |
| ---- | -------- | -------------------------------------- | ------------------------------------------------- | ------------------------- | --- |
| 2004 |          | Pete Rose                              | Baseballista                                      | Kane                      | Gościnny konferansjer na gali WrestleMania XIV, „intruz” na Wrestlemanii XV i uczestnik walki na WrestleManii 2000. |
| 2006 |          | William „The Refrigerator” Perry       | Futbolista                                        | John Cena                 | Uczestnik walki WWF vs. NFL Battle Royal na gali WrestleMania 2. |
| 2010 |          | Bob Uecker                             | Aktor i konferansjer baseballowy                  | Dick Ebersol              | Gościnny sprawozdawca i konferansjer na galach WrestleMania III i IV. |
| 2011 |          | Drew Carey                             | Komik i gospodarz teleturniejów                   | Kane                      | Uczestnik walki Royal Rumble w 2001 roku. |
| 2012 |          | Mike Tyson                             | Bokser                                            | Shawn Michaels            | Sędzia specjalny na gali Wrestlemania XIV i gościnny gospodarz WWE Raw w 2010 roku. |
| 2012 | Triple H | Mike Tyson                             | Bokser                                            |                           | Sędzia specjalny na gali Wrestlemania XIV i gościnny gospodarz WWE Raw w 2010 roku. |
| 2013 |          | Donald Trump                           | Przedsiębiorca i gospodarz programów reality show | Vince McMahon             | Gospodarz gal WrestleMania IV i WrestleMania V, jego zawodnik wygrał pojedynek Battle of the Billionaires na gali WrestleMania 23; przez krótki czas posiadacz WWE Raw w 2009 roku w kayfabe. |
| 2014 |          | Mr. T (Laurence Tureaud)               | Aktor                                             | Gene Okerlund             | Uczestnik walk na galach WrestleMania I i WrestleMania 2, sędzia specjalny na gali Saturday Night’s Main Event w 1987 roku, sekundant Kerry’ego Von Ericha w WCCW w 1989 roku, sędzia specjalnyu na Halloween Havoc w 1994 roku, uczestnik walki na Starrcade w 1944 roku.                                                         |
| 2015 |          | Arnold Schwarzenegger                  | Aktor i kulturysta                                | Triple H                  | Wielokrotnie pojawiał się na tygodniówkach WWE, wprowadził Bruno Sammartino do WWE Hall of Fame w 2013 roku. |
| 2016 |          | Snoop Dogg (Calvin Broadus Jr.)        | raper                                             | John Cena                 | Master of Ceremony w walce Playboy BunnyMania Lumberjill match na gali WrestleMania XXIV, towarzysz Sashy Banks na WrestleManii 32, gościnny gospodarz WWE Raw w 2009 i 2015 roku. |
| 2018 |          | Kid Rock (Robert Ritchie)              | Muzyk                                             | Triple H                  | Wielokrotnie występował na żywo w czasie programów i gal pay-per-view WWE (WrestleMania XXV, Tribute to the Troops). Napisał utwory na wejścia The Undertakera i Stacy Keibler, a także liczne motywy przewodnie różnych gal pay-per-view.                                                                                         |
| 2020 |          | William Shatner                        | Aktor                                             | nikt                      | Występował kilka razy na żywo w czasie programów, w tym był tajemniczym gościem Raw w 2010 i był narratorem w serii na WWE Network Breaking Ground. |
| 2021 |          | Ozzy Osbourne (John Osbourne)          | Muzyk                                             | nikt                      | Wielokrotnie występował na żywo w czasie programów i gal pay-per-view WWE (WrestleMania 2, SmackDown w 2007 i Raw w 2009). |
| 2023 |          | Andy Kaufman (Andrew Geoffrey Kaufman) | Komik                                             | Jerry Lawler i Jimmy Hart | Wprowadzony pośmiertnie Komik i aktor, który zasłynął na przełomie lat 70. i 80. Jako gwiazda serialu telewizyjnego Taxi, Kaufman zaangażował się w wrestling, promując się jako „Inter-Gender Wrestling Champion of the World”. Uważany przez WWE za jednego z pierwszych celebrytów, którzy przeszli do wrestlingu.              |
| 2024 |          | Muhammad Ali                           | Bokser                                            | The Undertaker            | Wprowadzony pośmiertnie Trzykrotny mistrz świata wagi ciężkiej w boksie i złoty medalista olimpijski Brał udział w „Wojnie światów” przeciwko Antonio Inokiemu, walce nazwanej przez WWE „pierwszą wielką walką MMA” Sędzia specjalny na inauguracyjnej WrestleManii podczas walki wieczoru Gość honorowy gali Collision in Korea. |

### Warrior Award

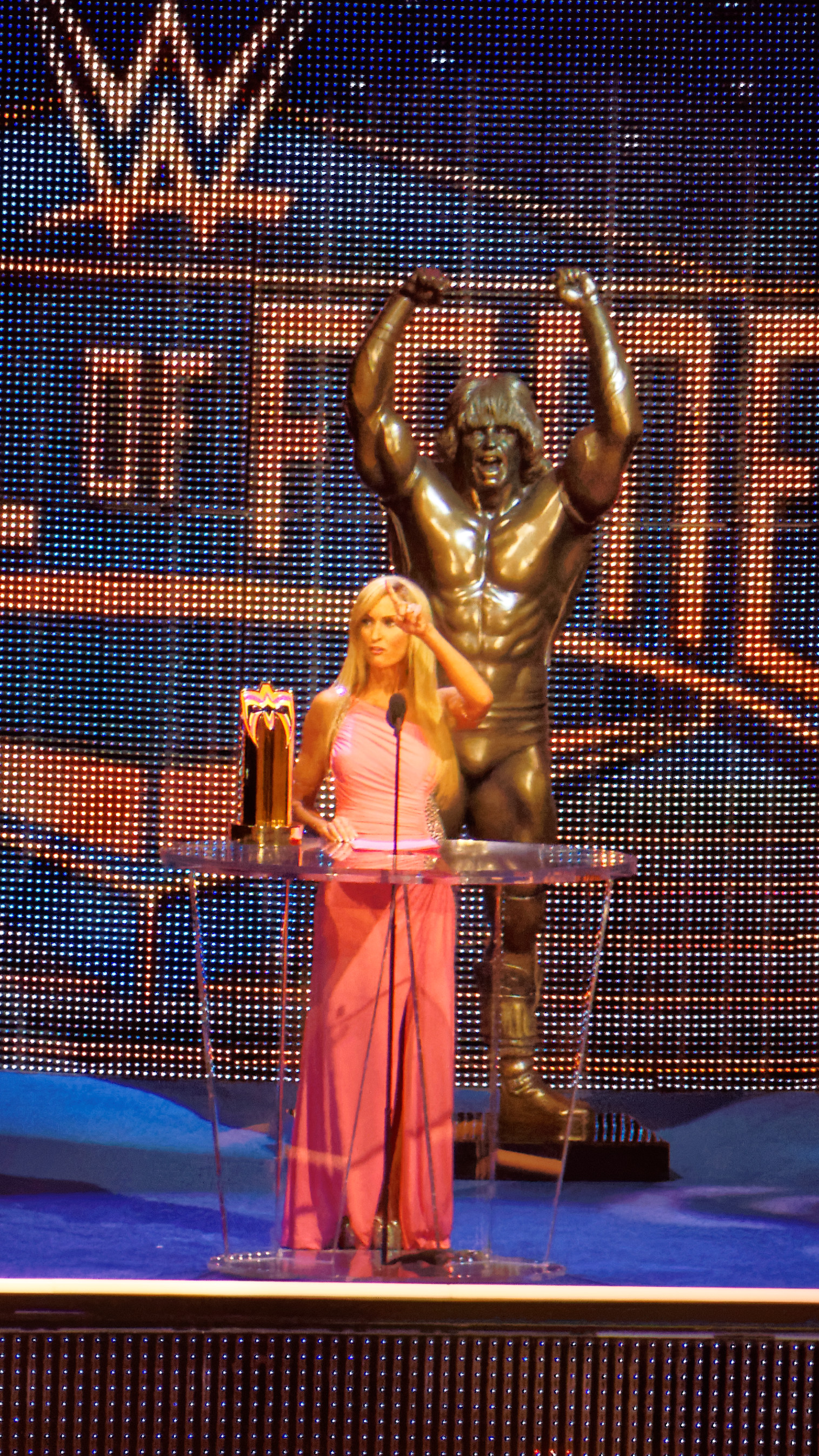
Dana Warrior prezentująca inauguracyjną nagrodę Warrior Award w 2015

W 2015 roku WWE ustanowiło nagrodę Warrior Award, przedstawiając ją jako wyróżnienie dla osób, które odznaczyły się szczególną siłą i wytrwałością i które żyły z odwagą oraz pokorą, odzwierciedlającą nieposkromionego ducha The Ultimate Warriora. Nagroda jest wręczana corocznie przez Danę Warrior, wdowę po Warriorze.
Choć WWE promuje laureatów Warrior Award jako osoby wprowadzone do Hall of Fame, te osoby nie mają swojego profilu w sekcji Hall of Fame na stronie WWE.com, a ich wizerunki nie widnieją w internetowej galerii wszystkich wprowadzonych.
W kwietniu 2014 roku The Ultimate Warriora został wprowadzony do Hall of Fame niedługo przed swoją śmiercią. Na ceremonii dołączenia zaproponował utworzenie specjalnej kategorii o nazwie Jimmy Miranda Award, przeznaczonej dla personelu WWE pracującego za kulisami. Zmarły w 2002 roku Miranda był pracownikiem działu towarowego WWE przez ponad 20 lat. Po śmierci Warriora WWE ustanowiło nagrodę o nazwie The Warrior Award, nazwaną rzekomo na cześć jej pomysłodawcy, jednak zmieniając jej koncepcję. W filmach promujących nowo utworzoną kategorię zostały wykorzystane wypowiedzi Warriora, jednak tak zmontowane, aby wynikało z nich, że były wrestler proponuje nagrodę dla osób, które pomagają i inspirują innych. Takie postępowanie krytykował między innymi były konferansjer WWE Justin Roberts. WWE oświadczyło w odpowiedzi, że nagroda spełnia oczekiwania jej pomysłodawcy, gdyż jest przyznawana corocznie cichym bohaterom zarówno wśród pracowników organizacji, jak i wśród fanów. W oświadczeniu WWE napisało też: To obraza aby sugerować, że organizacja WWE i jej kierownictwo mają inne, niż altruistyczne intencje wyróżniając Connora i jego dziedzictwo nagrodą The Warrior Award. Connor Michalek był pierwszym laureatem tej nagrody.
| Rok  | Zdjęcie | Osoba wprowadzana                   | Osoba wprowadzająca                    | Informacje |
| ---- | ------- | ----------------------------------- | -------------------------------------- | --- |
| 2015 |         | Connor „The Crusher” Michalek       | Dana Warrior i Daniel Bryan            | Wprowadzony pośmiertnie, reprezentowany przez swojego ojca, Steve’a, i brata, Jacksona. Ośmioletni fan WWE, który umarł na rdzeniak. Na jego cześć Triple H i Stephanie McMahon założyli fundację charytatywną Connor's Cure (pl. Lekarstwo Connora), której celem jest wspieranie badań nad rakiem. |
| 2016 |         | Joan Lunden (Joan Blunden)          | Dana Warrior                           | Była wieloletnia prowadząca program Good Morning America. Po zdiagnozowaniu u niej raka piersi została rzeczniczką prasową fundacji Susan G. Komen for the Cure. |
| 2017 |         | Eric LeGrand                        | Dana Warrior                           | Były futbolista amerykański drużyny Rutgers Scarlet Knights football. Po tym jak został sparaliżowany w 2010 roku został mówcą motywacyjnym. |
| 2018 |         | Jarrius „JJ” Robertson              | Dana Warrior                           | Fan WWE, który przeżył dwie transplantacje wątroby |
| 2019 |         | Sue Aitchison                       | Dana Warrior i John Cena               | Organizatorka w fundacji charytatywnej Make-A-Wish Foundation |
| 2020 |         | Titus O’Neil (Thaddeus Bullard Sr.) | nikt                                   | Globalny ambasador WWE. Warrior Award otrzymał na cześć jego pracy charytatywnej, zwłaszcza w jego rodzinnym mieście w Tampie. |
| 2021 |         | Rich Hering                         | nikt                                   | Ponad 50 lat pracy dla WWE, on pomógł rozszerzać promocję firmy z regionalną na światową. |
| 2022 |         | Shad Gaspard                        | Dana Warrior                           | Wprowadzony pośmiertnie. Były wrestler WWE w Tag Teamie Cryme Tyme z JTG, który bohatersko poświęcił się, aby uratować syna przed utonięciem w 2020 roku. |
| 2023 |         | Tim White (Timothy Rhys White)      | John „Bradshaw” Layfield i Ron Simmons | Wprowadzony pośmiertnie. Były sędzia i producent WWE Asystent za kulisami André the Gianta. |

### Skrzydło „Legacy”
W 2016, WWE wprowadziło kategorię o nazwie Legacy (pl. Dziedzictwo). Jest ona przeznaczona dla zawodników z wczesnego okresu wrestlingu, przede wszystkim z wczesnego XX wieku. Tylko  Hisashi Shinma i Joseph Cohen nie zostali wprowadzeni pośmiertnie.
| Rok  | Obrazek | Osoba wprowadzana                              | Osiągnięcia uznane przez WWE |
| ---- | ------- | ---------------------------------------------- | --- |
| 2016 |         | Mildred Burke (Mildred Bliss)                  | Jednokrotna mistrzyni World Women’s, która posiadała tytuł prawie 20 lat. |
| 2016 |         | Frank Gotch                                    | Jednokrotny mistrz World Heavyweight Wrestling i trzykrotny mistrz American Heavyweight. |
| 2016 |         | Georg Hackenschmidt (Georg Hackenschmidt)      | Jednokrotny mistrz European Greco-Roman Heavyweight i jednokrotny oraz pierwszy mistrz World Heavyweight Wrestling. |
| 2016 |         | Ed „Strangler” Lewis (Robert Friedrich)        | Czterokrotny mistrz World Heavyweight, dwukrotny mistrz bostońskiej wersji AWA World Heavyweight i jednokrotny mistrz NWA Florida Heavyweight. |
| 2016 |         | Pat O’Connor                                   | Jednokrotny mistrz NWA World Heavyweight, trzykrotny mistrz NWA Central States United States Heavyweight, jednokrotny oraz pierwszy mistrz AWA World Heavyweight i jednokrotny mistrz AWA World Tag Team. |
| 2016 |         | Lou Thesz (Aloysius Thesz)                     | Jednokrotny mistrz bostońskiej wersji AWA World Heavyweight, dwukrotny mistrz World Heavyweight Wrestling i trzykrotny mistrz NWA World Heavyweight. |
| 2016 |         | „Sailor” Art Thomas                            | Uznawany przez WWE za jedną z pierwszych afroamerykańskich gwiazd rozrywki sportowej, częsty pretendent do tytułu NWA World Heavyweight Championship. |
| 2017 |         | Martin „Farmer” Burns                          | Jednokrotny mistrz American Heavyweight. |
| 2017 |         | June Byers (DeAlva Sibley)                     | Jednokrotna oraz pierwsza mistrzyni NWA World Women’s i jednokrotna oraz ostatnia posiadaczka mistrzyni Women’s World. |
| 2017 |         | Haystacks Calhoun (William Calhoun)            | Jednokrotny mistrz WWWF World Tag Team Champion. |
| 2017 |         | Judy Grable (Nellya Baughman)                  | Pretendentka do posiadanego przez The Fabulous Moolah tytułu NWA World Women’s Championship. |
| 2017 |         | Dr. Jerry Graham (Jerry Matthews)              | Czterokrotny mistrz NWA United States Tag Team Champion i jednokrotny mistrz WWWF United States Tag Team Champion. |
| 2017 |         | Luther Lindsay (Luther Goodall)                | Pierwszy afroamerykański pretendent do tytułu NWA World Heavyweight Championship. |
| 2017 |         | Toots Mondt (James Mondt)                      | Jako promotor był częścią Gold Dust Trio (grupa trzech najważniejszych promotorów, wrestlingu w latach 20. XX wieku) i kontrolował federację Capitol Wrestling Corporation, dzisiaj znaną jako World Wrestling Entertainment. |
| 2017 |         | Rikidōzan (Kim Sim-rak)                        | Jednokrotny mistrz NWA International Heavyweight. |
| 2017 |         | Bearcat Wright (Edward Wright)                 | Jednokrotny mistrz WWA World Heavyweight, uznawany przez WWE za kluczową postać w desegregacji rasowej w rozrywce sportowej. |
| 2018 |         | Boris Malenko (Lawrence Simon)                 | Posiadacz wielu mistrzostw regionalnych NWA i ojciec Deana oraz Joe Malenko. |
| 2018 |         | Lord Alfred Hayes (Alfred Hayes)               | Wieloletni pracownik WWF. |
| 2018 |         | Rufus R. „Freight Train” Jones (Carey Lloyd)   | Jednokrotny mistrz World Negro Heavyweight i posiadacz wielu mistrzostw regionalnych NWA. |
| 2018 |         | „Golden Greek” Jim Londos (Christos Theofilou) | Wielokrotny posiadacz różnych tytułów i bohater narodowy Grecji, który występował w 32 państwach. |
| 2018 |         | Cora Combs (Cora Svonsteckik)                  | Czterokrotna mistrzyni NWA United States Women’s. |
| 2018 |         | Stan Stasiak (George Stipich)                  | Jednokrotny mistrz WWWF Heavyweight. |
| 2018 |         | Hiro Matsuda (Yasuhiro Kojima)                 | Dwukrotny mistrz NWA World Junior Heavyweight, czterokrotny mistrz NWA Southern Heavyweight, jedenastokrotny posiadacz różnych mistrzostw drużynowych NWA. |
| 2018 |         | Sputnik Monroe (Rosco Merrick)                 | Uważany za wrestlera, który zakończył segregację rasową w rozrywce sportowej w Memphis w stanie Tennessee. |
| 2018 |         | Dara Singh                                     | Posiadacz wielu mistrzostw w Indiach i Singapurze, popularna gwiazda filmowa i polityk. |
| 2018 |         | El Santo (Rodolfo Guzmán Huerta)               | Inauguracyjny mistrz NWA World Welterweight, wystąpił w ponad pięćdziesięciu filmach. |
| 2019 |         | Wahoo McDaniel (Edward McDaniel)               | Pięciokrotny mistrz NWA United States. |
| 2019 |         | Buddy „Playboy” Rose (Paul Perschmann)         | Uczestnik klasycznych rywalizacji przeciwko Roddy’emu Piperowi, Jimmy’emu Snuce i Bobowi Backlundowi. |
| 2019 |         | S.D. Jones (Conrad Efraim)                     | Partner tagteamowy Tony’ego Atlasa, razem z którym walczył o mistrzostwo World Tag Team. |
| 2019 |         | Luna Vachon (Gertrude Vachon)                  | Przedstawicielka drugiego pokolenia związanej z wrestlingiem rodziny Vachon, posiadaczka różnych regionalnych mistrzostw kobiet oraz menedżerka między innymi Bam Bam Bigelow, Goldusta i Shawna Michaelsa. |
| 2019 |         | Bruiser Brody (Frank Goodish)                  | Mitologizowany wrestler znany z bycia bezwzględnym i niebezpiecznym. |
| 2019 |         | Joseph Cohen                                   | Twórca sieci Madison Square Garden Network i USA Network, które transmitowały gale WWWF i WWF. |
| 2019 |         | Professor Toru Tanaka (Charles Kalani Jr.)     | Wrestler i aktor, łączący typowy styl wrestlerski ze sztukami walki oraz posiadacz różnych mistrzostw, w tym czterech mistrzostw WWWF World Tag Team. |
| 2019 |         | Hisashi Shinma                                 | Prezes WWF, który odegrał kluczową rolę w sprowadzeniu do WWF japońskich wrestlerów. |
| 2019 |         | Primo Carnera                                  | Wrestler, który odniósł sukces także w boksie, członek galerii sławy boksu World Boxing Hall of Fame. |
| 2019 |         | Jim Barnett                                    | Właściciel organizacji wrestlingu Australia’s World Championship Wrestling i Georgia Championship Wrestling. |
| 2020 |         | Ray Stevens (Carl Stevens)                     | Jednokrotny mistrz WWWF United States, czterokrotny mistrz AWA World Tag Team, ośmiokrotny mistrz NWA World Tag Team, jednokrotny mistrz NWA Mid-Atlantic Heavyweight, dziesięciokrotny mistrz NWA/AWA United States Heavyweight, dwukrotny mistrz IWA World Heavyweight i jednokrotny mistrz IWA World Tag Team. |
| 2020 |         | Brickhouse Brown (Frederick Seawright)         | Jednokrotny mistrz AWA Southern Heavyweight, jednokrotny mistrz CWA Heavyweight, jednokrotny mistrz NWA Texas Heavyweight, trzykrotny mistrz USWA Television i jednokrotny mistrz USWA World Tag Team. |
| 2020 |         | Steve Williams (Steven Williams)               | Jednokrotny mistrz AJPW Triple Crown Heavyweight, trzykrotny mistrz AJPW World Tag Team, dwukrotny mistrz WCW World Tag Team, jednokrotny mistrz NWA World Tag Team, jednokrotny mistrz NWA Mid-Atlantic Heavyweight, jednokrotny mistrz WCW United States Tag Team, trzykrotny mistrz UWF Tag Team, jednokrotny mistrz UWF Heavyweight, jednokrotny mistrz UWF SportsChannel Television, jednokrotny mistrz UWF World Heavyweight i jednokrotny mistrz IWA World Tag Team. |
| 2020 |         | Baron Michele Leone (Michele Leone)            | Jednokrotny mistrz World Heavyweight Wrestling, jednokrotny mistrz NWA World Junior Heavyweight i jednokrotny mistrz NWA Pacific Coast Heavyweight. |
| 2020 |         | Gary Hart (Gary Williams)                      | Jednokrotny mistrz WCWA World Tag Team. Przez długi czas manager World Class Championship Wrestling. |
| 2021 |         | Dick the Bruiser (William Afflis)              | Jednokrotny mistrz AWA World Heavyweight, jednokrotny mistrz World Heavyweight (NWA w Omaha, Nebraska), pięciokrotny mistrz AWA World Tag Team, jednokrotny mistrz AWA United States Heavyweight, czternastokrotny mistrz WWA World Heavyweight, pietnastokrotny mistrz WWA World Tag Team, jednokrotny mistrz NWA International Tag Team, jednokrotny mistrz NWA World Tag Team, trzykrotny mistrz NWA Missouri Heavyweight i sześciokrotny mistrz NWA United States Heavyweight. |
| 2021 |         | Pez Whatley (Pezavan Whatley)                  | Dwukrotny mistrz NWA Southern Heavyweight, dwukrotny mistrz NWA Western States Tag Team i jednokrotny mistrz NWA Mid-America Tag Team |
| 2021 |         | Buzz Sawyer (Bruce Woyan)                      | Jednokrotny mistrz AWA Southern Heavyweight, jednokrotny mistrz NWA National Heavyweight, dwukrotny mistrz NWA National Tag Team, jednokrotny mistrz NWA Mid-Atlantic Tag Team, jednokrotny mistrz Mid-South North American Heavyweight, jednokrotny mistrz UWF Television, jednokrotny mistrz WCWA Television, jednokrotny mistrz WCWA Texas Heavyweight Champion i jednokrotny mistrz WCWA World Tag Team. |
| 2021 |         | Ethel Johnson (Ethel Hairston)                 | Jednokrotna mistrzyni NWA World Women’s Tag Team. |
| 2021 |         | Paul Boesch                                    | Promotor Houston Wrestling. |
| 2025 |         | Kamala (James Harris)                          | Jednokrotny mistrz AWA Southern Heavyweight, jednokrotny mistrz ICW Southern Tag Team, jednokrotny mistrz IWA United States Heavyweight, jednokrotny mistrz IWA Tag Team, jednokrotny mistrz NWA Mississippi Heavyweight, jednokrotny mistrz NWA Tri-State United States Tag Team (Wersja Tri-State), jednokrotny mistrz NWA Southeastern Heavyweight (Dywizja Północna), czetrokrotny mistrz USWA Unified World Heavyweight |
| 2025 |         | Dory Funk Sr.                                  | Właściciel/promotor promocji Western States Sports, ośmiokrotny mistrz NWA Southwest Junior Heavyweight, czterokrotny mistrz NWA Southwest Tag Team, trzykrotny mistrz NWA Western States Heavyweight, jednokrotny mistrz NWA World Junior Heavyweight, posiadał regionalne wersje kilku innych mistrzostw NWA w trakcie swojej kariery. |
| 2025 |         | Ivan Koloff (Oreal Perras)                     | Jednokrotny mistrz WWWF World Heavyweight, trzykrotny mistrz NWA Mid-Atlantic Heavyweight, trzykrotny mistrz NWA World Television, jednokrotny mistrz NWA World Junior Heavyweight (Wersja Floryda), siedniokrotny mistrz NWA Georgia Tag Team, pięciokrotny mistrz NWA Florida Tag Team, pięciokrotny mistrz NWA World Tag Team (wersja Mid-Atlantic), dwukrotny mistrz NWA World Six-Man Tag Team, dwukrotny mistrz NWA United States Tag Team (wersja Mid-Atlantic), jednokrotny mistrz NWA Mid-Atlantic Tag Team, słynny z zakończenia 2,803-dniowego panowania Bruno Sammartino jako mistrza WWWF World Heavyweight (najdłuższe panowanie w historii tytułu). |

### Immortal Moment
W 2025, WWE wprowadziło kategorię o nazwie Immortal Moment (pl. Nieśmiertelna chwila). Jest ona przeznaczona dla niezapomnianych momentów z historii WWE, takie jak walki czy segmenty.
| Rok  | Obrazek | Chwila wprowadzona                                        | Osoba wprowadzająca | Opis                                                                            |
| ---- | ------- | --------------------------------------------------------- | ------------------- | ------------------------------------------------------------------------------- |
| 2025 |         | "Stone Cold" Steve Austin vs. Bret Hart z WrestleManii 13 | CM Punk             | No Disqualification Submission match z Kenem Shamrockiem jako sędzią specjalnym |

## Data i miejsce ceremonii

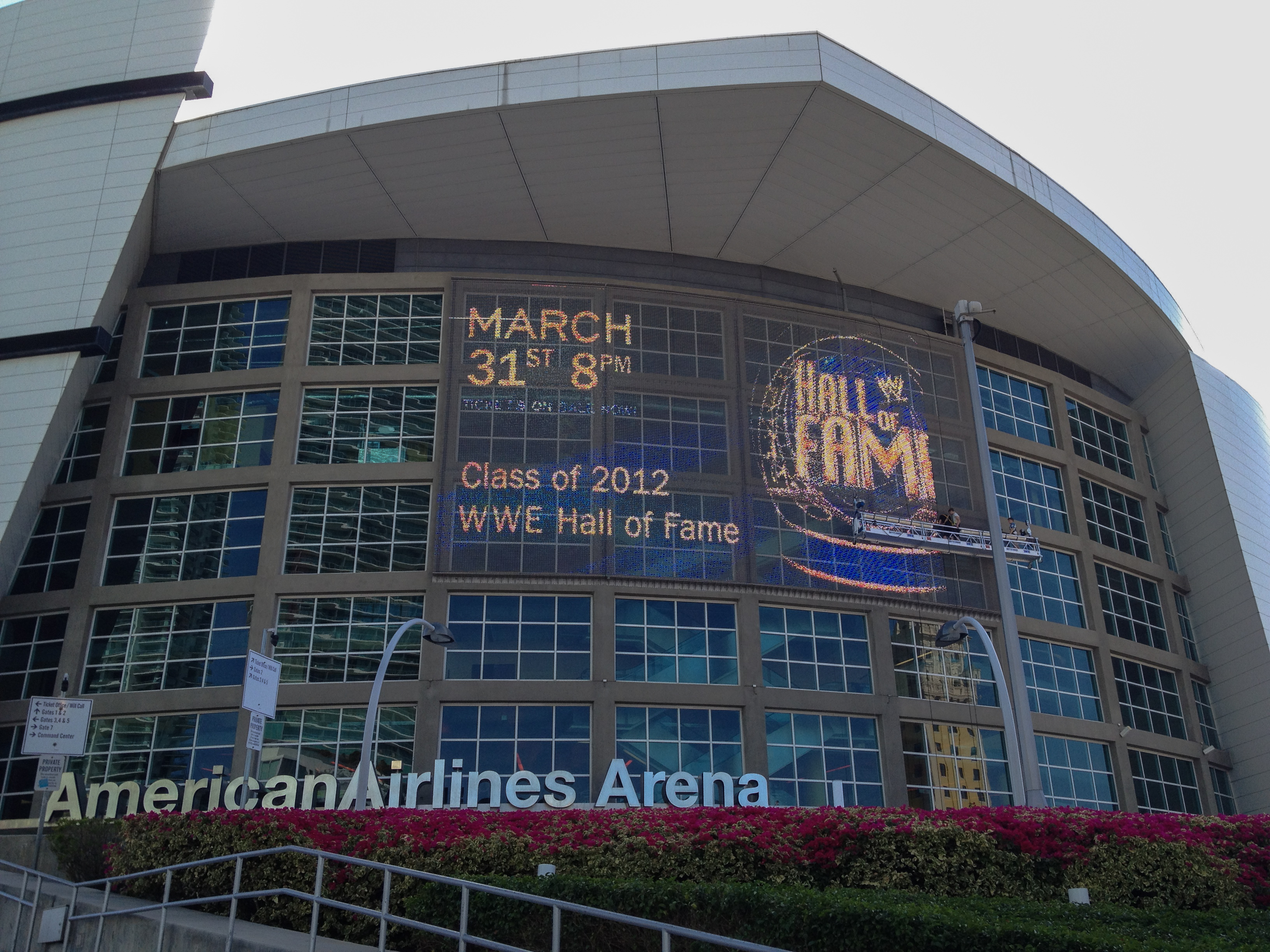
Hala American Airlines Arena w Miami przygotowana na ceremonię Hall of Fame w 2012 roku

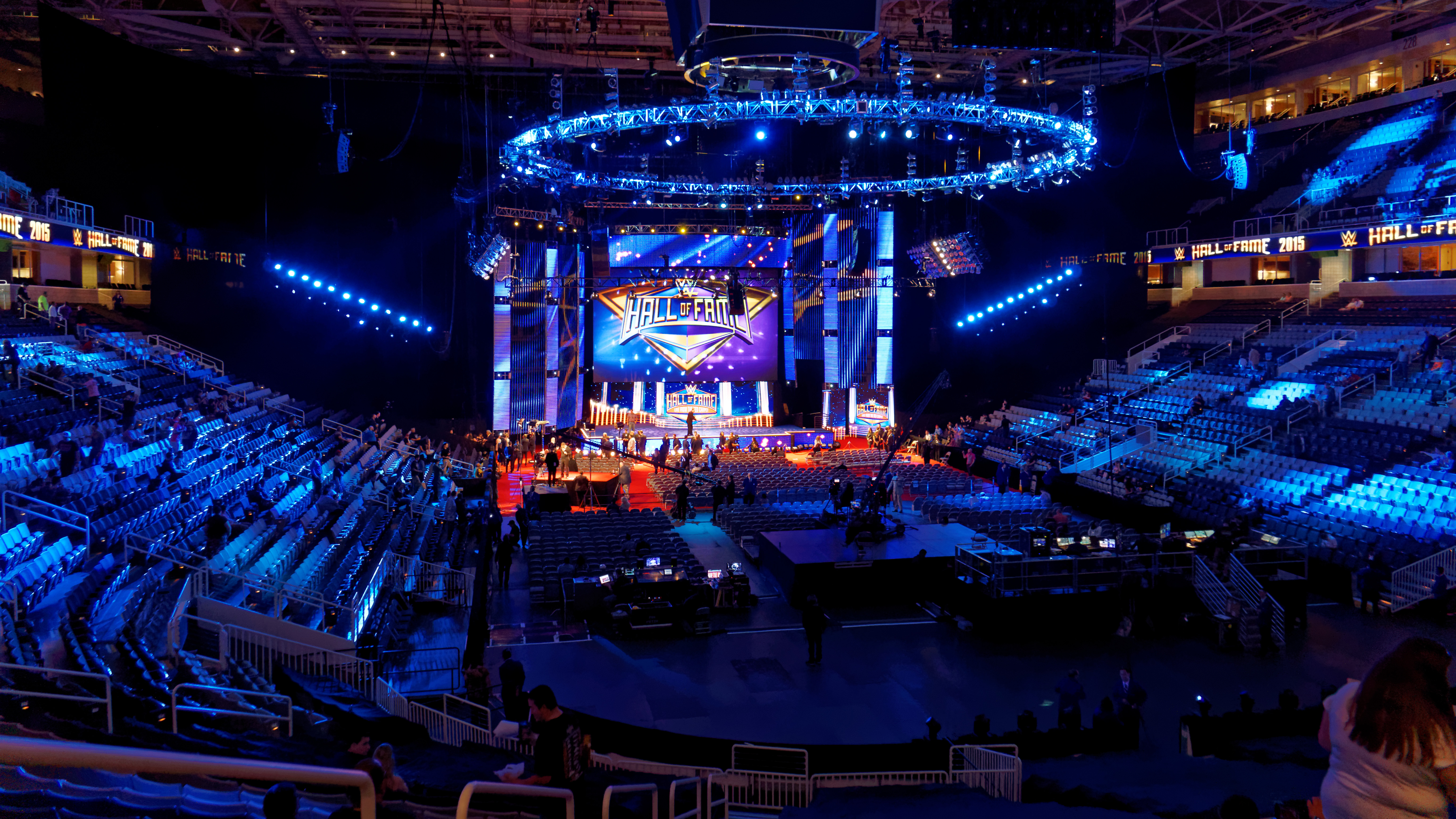
Ceremonia Hall of Fame na hali SAP Center w San Jose, w 2015 roku

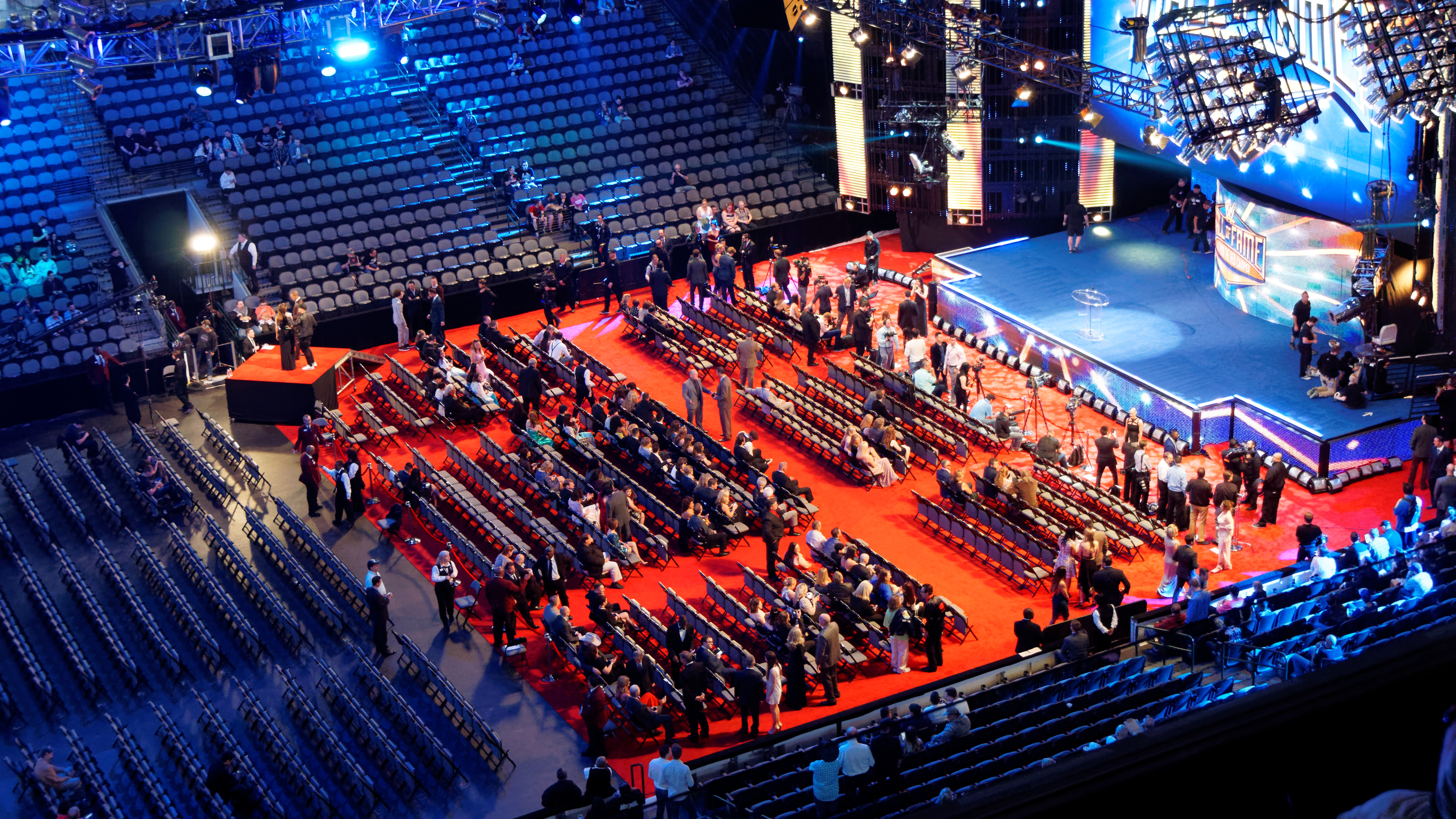
Ceremonia Hall of Fame na hali American Airlines Center w Dallas, w 2016 roku

| Data                                                     | Miasto                  | Hala                                  | Gospodarz                                  | Gala                    |
| -------------------------------------------------------- | ----------------------- | ------------------------------------- | ------------------------------------------ | ----------------------- |
| 9 czerwca 1994(dts)                                      | Baltimore, Maryland     | Omni Inner Harbor International Hotel | –                                          | King of the Ring (1994) |
| 24 czerwca 1995(dts)                                     | Filadelfia, Pensylwania | Marriott Hotel                        | –                                          | King of the Ring (1995) |
| 16 listopada 1996(dts)                                   | Nowy Jork               | Marriott Marquis                      | –                                          | Survivor Series (1996)  |
| 13 marca 2004(dts)                                       | Nowy Jork               | The Hilton                            | Gene Okerlund                              | WrestleMania XX         |
| 2 kwietnia 2005(dts)                                     | Los Angeles             | Universal Amphitheatre                | Gene Okerlund                              | WrestleMania 21         |
| 1 kwietnia 2006(dts)                                     | Rosemont, Illinois      | Rosemont Theatre                      | Jerry Lawler                               | WrestleMania 22         |
| 31 marca 2007(dts)                                       | Detroit, Michigan       | Fox Theatre                           | Todd Grisham                               | WrestleMania 23         |
| 29 marca 2008(dts)                                       | Orlando, Floryda        | Amway Arena                           | Gene Okerlund                              | WrestleMania XXIV       |
| 29 marca 2008(dts)                                       | Orlando, Floryda        | Amway Arena                           | Todd Grisham                               | WrestleMania XXIV       |
| 4 kwietnia 2009(dts)                                     | Houston, Teksas         | Toyota Center                         | Jerry Lawler                               | WrestleMania XXV        |
| 4 kwietnia 2009(dts)                                     | Houston, Teksas         | Toyota Center                         | Todd Grisham                               | WrestleMania XXV        |
| 27 marca 2010(dts)                                       | Phoenix, Arizona        | Dodge Theater                         | Jerry Lawler                               | WrestleMania XXVI       |
| 2 kwietnia 2011(dts)                                     | Atlanta, Georgia        | Philips Arena                         | Jerry Lawler                               | WrestleMania XXVII      |
| 31 marca 2012(dts)                                       | Miami, Floryda          | American Airlines Arena               | Jerry Lawler                               | WrestleMania XXVIII     |
| 6 kwietnia 2013(dts)                                     | Nowy Jork               | Madison Square Garden                 | Jerry Lawler                               | WrestleMania 29         |
| 5 kwietnia 2014(dts)                                     | Nowy Orlean, Luizjana   | Smoothie King Center                  | Jerry Lawler                               | WrestleMania XXX        |
| 28 marca 2015(dts)                                       | San Jose, Kalifornia    | SAP Center                            | Jerry Lawler                               | WrestleMania 31         |
| 2 kwietnia 2016(dts)                                     | Dallas, Teksas          | American Airlines Center              | Jerry Lawler                               | WrestleMania 32         |
| 31 marca 2017(dts)                                       | Orlando, Floryda        | Amway Center                          | Jerry Lawler                               | WrestleMania 33         |
| 6 kwietnia 2018(dts)                                     | Nowy Orlean, Luizjana   | Smoothie King Center                  | Jerry Lawler                               | WrestleMania 34         |
| 6 kwietnia 2019(dts)                                     | Nowy Jork               | Barclays Center                       | Corey Graves i Renee Young                 | WrestleMania 35         |
| 30 marca i 1 kwietnia 2021 (wyemitowano 6 kwietnia 2021) | St. Petersburg, Floryda | Tropicana Field                       | Jerry Lawler, Corey Graves i Kayla Braxton | WrestleMania 37         |
| 1 kwietnia 2022(dts)                                     | Dallas, Teksas          | American Airlines Center              | Corey Graves i Kayla Braxton               | WrestleMania 38         |
| 31 marca 2023(dts)                                       | Los Angeles, Kalifornia | Crypto.com Arena                      | Corey Graves i Kayla Braxton               | WrestleMania 39         |
| 5 kwietnia 2024(dts)                                     | Filadelfia, Pensylwania | Wells Fargo Center                    | Corey Graves i Jackie Redmond              | WrestleMania XL         |
| 18 kwietnia 2025(dts)                                    | Las Vegas, Nevada       | Fontainebleau Las Vegas               | Michael Cole i Pat McAfee                  | WrestleMania 41         |

## Odbiór i krytyka
W 2012 roku charlestońska gazeta regionalna The Post and Courier odnotowała wiele krytycznych uwag związanych z kontrowersyjnym doborem osób do WWE Hall of Fame i pominięciem ważnych nazwisk w wrestlingu. Bob Backlund wielokrotnie odmawiał dołączenia do galerii sław, a The Ultimate Warrior odmówił w 2010 roku. Obaj ostatecznie zostali przyłączeni kolejno w 2013 i 2014 roku. Z szeroką krytyką spotkała się długa nieobecność w galerii sław Randy’ego Savage’a. Zdaniem wrestlera Chrisa Jericho Hall of Fame odzyskało wiarygodność wprowadzając Savage’a pośmiertnie w 2015 roku. Slam Wrestling skrytykował fakt, że w galerii znalazł się Koko B. Ware, który rzadko występował w ważniejszych walkach, a zmarły w 2017 roku były mistrz WWWF World Heavyweight, Ivan Koloff, nadal nie został wprowadzony. Wrestler Sabu krytykując Hall of Fame powiedział Robię to tylko dlatego, że potrzebuję pieniędzy. Nie uważam tego za prawdziwą halę sławy.
Bruno Sammartino, który posiadał pas WWWF World Heavyweight Championship najdłużej w historii był dawniej krytyczny wobec Hall of Fame. Wyrażał dezaprobatę wobec przyłączenia celebrytów takich jak Pete Rose i William Perry i zarzucał galerii bezcelowość, szczególnie ze względu na brak budynku odzwierciedlającego ją fizycznie. Wielokrotnie odmawiał dołączenia do Hall of Fame. Zgodził się dopiero w 2013 roku. Paul „Triple H” Levesque powiedział, że dla Sammartino przyłączenie było ważne, gdyż traktował je jak „legitymizację” galerii. Podobną opinię wyraziło ESPN. Były mistrz po tym jak został przyłączony potwierdził, że uznaje WWE Hall of Fame za „zalegimityzowaną”.
Przyłączony w 2004 roku Superstar Billy Graham publicznie krytykował WWE Hall of Fame i żądał usunięcia go z galerii z powodu przyłączenia Abdullaha the Butchera w 2011 roku. Graham powiedział: To bezwstydna organizacja, skoro wprowadza krwiożercze zwierzę takie jak Abdullah the Butcher do swojej bezwartościowej i żenującej Hall of Fame i nie chcę żeby imię Superstara Billy’ego Grahama było tego częścią.
W 2015 roku dołączający Kevin Nash powiedział, że w wrestlingu dwie rzeczy są prawdziwe: wygrana swojego pierwszego mistrzostwa i dołączenie do Hall of Fame. Zapewnił też, że tę opinię podziela jego kolega Ric Flair.
W 2013 roku dołączający Donald Trump powiedział, że ten zaszczyt znaczy dla niego więcej, niż najwyższe słupki oglądalności w telewizji, bycie autorem bestselleru i otrzymanie swojego miejsca na Hollywood Walk of Fame.
W 2016 roku Dave Scherer z PWInsider wyraził obawę, że WWE nie da rady utrzymać modelu Hall of Fame zapoczątkowanego w 2004 roku z powodu zbyt szybkiego dołączania osób o legendarnym statusie. Napisał też, że federacja musi stworzyć więcej nowych gwiazd jeśli chce mieć pewność, że da radę zapełnić areny w czasie kolejnych ceremonii.